# 수인선
수인선(水仁線)은 경기도 수원시의 수원역과 인천광역시 중구의 인천역을 잇는 한국철도공사의 철도 노선이며 수도권 전철 수인·분당선의 일부이다. 전 구간에 수도권 전철 수인·분당선이 운행한다. 전 구간 통행방향은 좌측통행이다.
과거 대한민국 철도청 시절에는 수원역과 남인천역을 잇는 협궤 철도였으며, 1972년 수려선 폐선 이후 대한민국의 유일한 협궤 노선으로 남았다가 안산선 개통 이후 1994년 9월 1일 수원 - 한대앞 구간으로 단축되었다. 1996년 1월 1일 운행이 중지된 이후 2015년 9월 4일 공식적으로 폐지되었다.
2004년 12월 28일부터 표준궤 복선 전철화 공사에 착수하여 2012년 6월 30일 오이도 - 송도, 2016년 2월 27일 송도 - 인천, 2020년 9월 12일 수원 - 한대앞 구간이 점진적으로 개통하였다. 한대앞 - 오이도 구간은 안산선과 선로를 공용한다. 1973년 폐지된 남인천 - 송도 구간을 표준궤로 개궤하여 사용하던 동양화학선은 복선 전철화 공사에 따라 운행을 중지하였다.

## 역사

### 협궤 시대
- 1937년 8월 5일: 사설 철도 회사인 조선경동철도가 소래 지역의 소금을 수송하려는 목적으로 부설[1]
- 1942년 8월: 조선경동철도가 조선철도에 인수됨
- 1946년 5월 17일: 조선철도주식회사 국유화로 국가에 편입[2]
- 1948년 6월 1일: 인천항역을 수인역으로 역명 변경[3]
- 1955년 7월 1일: 수인역을 남인천역으로 역명 변경[4]
- 1965년 1월 5일: 용현역 영업 개시
- 1965년 5월 1일: 달월역 영업 개시[5]
- 1966년 9월 1일: 사리역 영업 개시[6]
- 1967년 6월 5일: 논현임시승강장 영업 재개[7]
- 1973년 7월 14일: 남인천 - 송도 간 폐지[8]
- 1974년 6월 1일: 논현임시승강장 다시 폐역[9]
- 1974년 8월 15일: 고색역 폐역
- 1982년 12월 24일: 반월신공업도시 개발로 반월신공업도시(현 안산시) 구간 이설 준공 (2.575km→1.96786km)[10]
- 1988년 10월 25일: 일리역과 원곡역을 한대앞역과 안산역으로 각각 개칭하고 중앙역 영업 개시[11], 영업거리표 개정 (47.0km→46.3km)[12]
- 1992년 7월 20일: 연수택지지구 개발로 송도 - 소래간 영업 중지[13]
- 1994년 9월 1일: 송도 - 한대앞 간 폐지[14]
- 1995년 12월 31일: 수인선 협궤 동차 마지막 운행 및 수원 - 한대앞 구간 영업 중지[15]

### 표준궤 복선 전철 시대
- 2004년 12월 28일: 복선 전철화 표준궤 개궤를 위한 공사 착수
- 2012년 6월 30일: 오이도 - 송도 구간 개통[16][17] (달월역 제외)
- 2014년 12월 13일: 달월역 재개업[18]
- 2014년 12월 27일: 달월역 개통
- 2015년 9월 4일: 수원 - 한대앞 간 협궤선로 공식 폐지 및 송도 - 인천 간 사용 개시[19]
- 2016년 2월 27일: 송도 - 인천 구간 및 1호선 경인선 인천역 환승 개통 (학익역 제외)
- 2017년 7월 10일: 평일에 운행하는 급행 신설[20][21]
- 2019년 4월 17일: 철도 노선번호 변경에 따라 30205로 변경[22]
- 2019년 10월 25일: 사업용 철도노선 변경 고시를 통해 기점을 오이도역에서 수원역으로 변경[23]
- 2020년 2월 2일: 수원 - 한대앞 구간 종합시험운행 실시[24]
- 2020년 5월 29일: 철도거리표 개정에 따라 수원 ~ 한대앞 구간 영업거리표에서 부활[25]
- 2020년 9월 12일: 수인선 오이도 - 수원 구간 개통 및 분당선과 직결 운행 개시로 수도권 전철 수인·분당선에 편입
- 2021년 1월 20일: 신길온천역을 능길역으로 역명 변경 추진 개시[26]온천 개발을 지지하는 주민들의 반발로 인하여 집행 정지 신청이 제기되어 실제 역사내 역명과 노선도가 수정되지 않았으며, 3월 25일 집행정지 신청이 일부 인용

## 운영
복선전철화 계획 이전에는 협궤열차로 운행하였으나, 현대에 운행하는 수인선은 광역전철로 운행되며, 배차 간격은 평일 출·퇴근 시간대는 7 ~ 12분, 평시와 주말, 공휴일에는 15 ~ 23분 간격으로 운행되고 있다. 일부 열차는 오이도역과 인천역 구간 / 고색역 ~ 인천역을 운행한다. 급행 열차는 2017년 7월 7일부터 주중 출·퇴근 시간대에 운행되고 있으며, 이는 오이도역에서 안산선 급행과 연계되어 운행된다. 또한 비정기적으로 소래포구역까지 가는 특별열차가 운행중이다. 2020년 9월 12일에 전 구간이 최종적으로 완전 개통되었고 분당선과 상호 직결 운행되어, 수도권 전철 경의·중앙선과 동일한 형태로 양 노선이 통합되어 운행하고 있다.
치안 서비스는 대한민국 국토교통부 산하의 철도특별사법경찰대에서 전담하므로, 관할 사무소는 인천역, 수원역, 광역철도수사과가 있는 안양역에 있다.

### 특별열차 운행
- 2012년 9월 8일부터 9월 9일까지 2012 시흥 갯골축제를 위해 노량진역 ~ 소래포구역간 1일 4회 왕복 운행하였다.
- 2012년 11월 10일부터 12월 2일까지 토, 일요일에 한정하여, 소래포구 젓갈열차가 노량진역 ~ 소래포구역간 1일 2회 왕복 운행하였다.
- 2013년 이후에도 노량진 - 소래포구간 전동열차는 비정기적으로 운행을 하고 있다.

## 차량
현재 운행되는 차량은 다음과 같다.
- 한국철도공사 351000호대 전동차(6량 편성)
- 한국철도공사 319000호대 전동차(6량 편성) (오이도~인천) 구간에만 운행
- 한국철도공사 341000호대 전동차(10량 편성) (공용구간: 한대앞 - 오이도) 구간에만 운행
- 서울교통공사 4000호대 VVVF 전동차(직·교류겸용 10량 편성) (공용구간: 한대앞 - 오이도) 구간에만 운행[27]

2020년 9월 12일부터는 직결 개통된 수도권 전철 수인·분당선이 수도권 전철 4호선의 오이도역 ~ 한대앞역 간의 선로를 공유함에 따라 해당 구간에 한하여 한국철도공사 341000호대 전동차, 서울교통공사 4000호대 VVVF 전동차와 동일한 선로로 운행을 개시하였다.

### 협궤철도 시절
- 혀기형 증기 기관차
- 협궤 객차
- 나게하형 가솔린 동차
- 협궤 디젤 액압 동차

## 미래
전철 수인선 구간에 인천발 KTX가 운행될 예정이다. 이를 위해 어천역 인근에 경부고속선 연결선이 설치될 예정이다.

## 역 목록

### 수도권 전철
- 4호선 색상(■ 하늘색)으로 칠해진 구간은 안산선과 노선을 공용하는 구간으로 수도권 전철 4호선 또한 운행한다.

| 역 번호       | 역명                | 로마자 역명                           | 한자 역명     | 급행                 | 접속 노선                    | 역간 거리     | 영업 거리     | 소재지        | 소재지        | 비고          |
| ↑ 분당선 직결 | ↑ 분당선 직결       | ↑ 분당선 직결                         | ↑ 분당선 직결 | ↑ 분당선 직결        | ↑ 분당선 직결                | ↑ 분당선 직결 | ↑ 분당선 직결 | ↑ 분당선 직결 | ↑ 분당선 직결 | ↑ 분당선 직결 |
| ------------- | ------------------- | ------------------------------------- | ------------- | -------------------- | ---------------------------- | ------------- | ------------- | ------------- | ------------- | ------------- |
| K245          | 수원                | Suwon                                 | 水原          | ●                    | ● 수도권 전철 1호선 경부선   |               | 0.0           | 경기도        | 수원시        |               |
| K246          | 고색                | Gosaek                                | 古索          | ●                    |                              | 2.7           | 2.7           | 경기도        | 수원시        |               |
| K247          | 오목천 (수원여대)   | Omokcheon (Suwon Women's Univ.)       | 梧木川        |                      |                              | 1.6           | 4.3           | 경기도        | 수원시        |               |
| K248          | 어천                | Eocheon                               | 漁川          |                      | 5.1                          | 9.4           | 화성시        | 경기도        |               |               |
| K249          | 야목                | Yamok                                 | 野牧          |                      | 2.6                          | 12.0          | 화성시        | 경기도        |               |               |
| K250          | 사리                | Sari                                  | 四里          |                      | 4.7                          | 16.7          | 안산시        | 경기도        |               |               |
| K251          | 한대앞              | Hanyang Univ. at Ansan                | 漢大前        |                      | 2.2                          | 18.9          | 안산시        | 경기도        |               |               |
| K252          | 중앙 (서울예술대)   | Jungang (Seoul Institute of the Arts) | 中央          |                      | 1.6                          | 20.5          | 안산시        | 경기도        |               |               |
| K253          | 고잔 (고대안산병원) | Gojan (Korea Univ. Ansan Hospital)    | 古棧          |                      | 1.4                          | 21.9          | 안산시        | 경기도        |               |               |
| K254          | 초지 (신안산대)     | Choji (Shin Ansan Univ.)              | 草芝          | ● 수도권 전철 서해선 | 1.5                          | 23.4          | 안산시        | 경기도        |               |               |
| K255          | 안산                | Ansan                                 | 安山          |                      | 1.8                          | 25.2          | 안산시        | 경기도        |               |               |
| K256          | 신길온천            | Singiloncheon                         | 新吉溫泉      |                      | 2.2                          | 27.4          | 안산시        | 경기도        |               |               |
| K257          | 정왕 (한국공학대)   | Jeongwang (Tech Univ. of Korea)       | 正往          |                      | 2.9                          | 30.3          | 시흥시        | 경기도        |               |               |
| K258          | 오이도              | Oido                                  | 烏耳島        | ●                    |                              | 1.4           | 시흥시        | 경기도        | 31.7          |               |
| K259          | 달월                | Darwol                                | 達月          | ｜                   |                              | 2.1           | 시흥시        | 경기도        | 33.8          |               |
| K260          | 월곶                | Wolgot                                | 月串          | ｜                   |                              | 1.5           | 시흥시        | 경기도        | 35.3          |               |
| K261          | 소래포구            | Soraepogu                             | 蘇萊浦口      | ●                    |                              | 1.3           | 36.6          | 인천광역시    | 남동구        |               |
| K262          | 인천논현            | Incheon Nonhyeon                      | 仁川論峴      | ●                    |                              | 1.0           | 37.6          | 인천광역시    | 남동구        |               |
| K263          | 호구포              | Hogupo                                | 虎口浦        | ｜                   |                              | 1.3           | 38.9          | 인천광역시    | 남동구        |               |
| K264          | 남동인더스파크      | Namdong Induspark                     | 南洞産業團地  | ｜                   |                              | 1.3           | 40.2          | 인천광역시    | 남동구        | [ 30 ]        |
| K265          | 원인재              | Woninjae                              | 源仁齋        | ●                    | ● 인천 도시철도 1호선        | 1.0           | 41.2          | 인천광역시    | 연수구        |               |
| K266          | 연수                | Yeonsu                                | 延壽          | ●                    |                              | 0.9           | 42.1          | 인천광역시    | 연수구        |               |
| K267          | 송도                | Songdo                                | 松島          | ｜                   |                              | 2.7           | 44.8          | 인천광역시    | 연수구        |               |
| K268          | 학익                | Hagik                                 | 鶴翼          | ｜                   |                              |               |               | 인천광역시    | 미추홀구      | 미개통        |
| K269          | 인하대              | Inha Univ.                            | 仁荷大        | ●                    |                              | 2.4           | 47.2          | 인천광역시    | 미추홀구      |               |
| K270          | 숭의 (인하대병원)   | Sungui (Inha Univ. Hospital)          | 崇義          | ｜                   |                              | 1.8           | 49.0          | 인천광역시    | 미추홀구      |               |
| K271          | 신포                | Sinpo                                 | 新浦          | ｜                   |                              | 1.5           | 50.5          | 인천광역시    | 중구          |               |
| K272          | 인천                | Incheon                               | 仁川          | ●                    | 경인선 (● 수도권 전철 1호선) | 1.1           | 51.6          | 인천광역시    | 중구          |               |
|               | -                   | (종점)                                | -             |                      |                              | 0.7           | 52.3          |               |               |               |

### 협궤철도

#### 1937년
1937년 8월 6일자 관보에 고시된 사설철도운수영업개시 기준으로, 개통 직후의 것이며, 이는 1981년 5월 28일자 관보에 고시된 철도청고시제17호까지 폐지된 구간을 제외하고 영업 거리의 변동 없이 그대로 이어진다. 1937년 당시의 행정 구역을 따랐다.
| 역명   | 한자 역명 | 접속 노선       | 역간 거리 | 영업 거리 | 소재지 | 소재지 |
| ------ | --------- | --------------- | --------- | --------- | ------ | ------ |
| 수원   | 水原      | 경부선 · 수려선 | 0.0       | 0.0       | 경기도 | 수원군 |
| 고색   | 古索      |                 | 3.9       | 3.9       | 경기도 | 수원군 |
| 오목   | 梧木      |                 | 1.9       | 5.8       | 경기도 | 수원군 |
| 어천   | 漁川      |                 | 4.9       | 10.7      | 경기도 | 수원군 |
| 야목   | 野牧      |                 | 3.0       | 13.7      | 경기도 | 수원군 |
| 빈정   | 濱汀      |                 | 1.4       | 15.1      | 경기도 | 수원군 |
| 일리   | 一里      |                 | 4.9       | 20.0      | 경기도 | 시흥군 |
| 성두   | 城頭      |                 | 1.6       | 21.6      | 경기도 | 시흥군 |
| 원곡   | 元谷      |                 | 6.3       | 27.9      | 경기도 | 시흥군 |
| 신길   | 新吉      |                 | 1.3       | 29.2      | 경기도 | 시흥군 |
| 군자   | 君子      |                 | 3.2       | 32.4      | 경기도 | 시흥군 |
| 소래   | 蘇萊      |                 | 6.2       | 38.6      | 경기도 | 부천군 |
| 논현   | 論峴      |                 | 2.9       | 41.4      | 경기도 | 부천군 |
| 남동   | 南洞      |                 | 0.9       | 42.4      | 경기도 | 부천군 |
| 문학   | 文鶴      |                 | 3.4       | 45.8      | 경기도 | 부천군 |
| 송도   | 松島      |                 | 1.5       | 47.0      | 경기도 | 인천부 |
| 인천항 | 仁川港    |                 | 5.0       | 52.0      | 경기도 | 인천부 |

#### 1988년
1988년 10월 25일자 관보에 고시된 철도청고시제33호 기준으로, 안산선 개통 직후의 것이며, 반월지구 건설로 1982년에 이설하여 단축된 거리가 반영되었다. 1988년 당시의 행정 구역과 매큔-라이샤워 표기법(1984년 당시 로마자 표기법)을 적용하였다.
| 역명   | 로마자 역명 | 한자 역명 | 접속 노선      | 역간 거리 | 영업 거리 | 소재지     | 소재지 |
| ------ | ----------- | --------- | -------------- | --------- | --------- | ---------- | ------ |
| 수원   | Suwon       | 水原      | ● 국철(경부선) | 0.0       | 0.0       | 경기도     | 수원시 |
| 어천   | Ŏch'ŏn      | 漁川      |                | 10.7      | 10.7      | 경기도     | 화성군 |
| 야목   | Yamok       | 野牧      |                | 3.0       | 13.7      | 경기도     | 화성군 |
| 사리   | Sa-ri       | 四里      |                | 4.2       | 17.9      | 경기도     | 안산시 |
| 한대앞 | Handae-ap   | 漢大앞    | 안산선         | 2.3       | 20.2      | 경기도     | 안산시 |
| 중앙   | Chung-ang   | 中央      | 안산선         | 1.7       | 21.9      | 경기도     | 안산시 |
| 고잔   | Kojan       | 古棧      | 안산선         | 1.4       | 23.3      | 경기도     | 안산시 |
| 안산   | Ansan       | 安山      | 안산선         | 3.4       | 26.7      | 경기도     | 안산시 |
| 군자   | Kunja       | 君子      |                | 5.1       | 31.8      | 경기도     | 시흥시 |
| 달월   | Tarwol      | 達月      |                | 3.7       | 35.5      | 경기도     | 시흥시 |
| 소래   | Sorae       | 蘇萊      |                | 2.5       | 38.0      | 인천직할시 | 남동구 |
| 남동   | Namdong     | 南洞      |                | 3.8       | 41.8      | 인천직할시 | 남동구 |
| 송도   | Songdo      | 松島      |                | 4.5       | 46.3      | 인천직할시 | 남구   |

## 논란
- 당초 수원시 구간인 봉담 ~ 고색 구간을 지상으로 건설하고, 경부선과 수인선을 잇는 세류 ~ 고색 화물용 삼각선을 설치할 예정이었다. 이에 해당 지역의 주민들이 반발하였고, 수원시가 지하화 비용을 부담하는 조건으로 지하화 협약이 체결되어, 세류삼각선 직결 계획은 폐지되었다.[32]

## 같이 보기
- 관련 주제 : ● 수도권 전철 수인·분당선
- 관련 도로 : 수인선길

## 갤러리
- 수원역 ~ 사리역 구간 2011년 촬영 사진이다.

### 수원시 구간

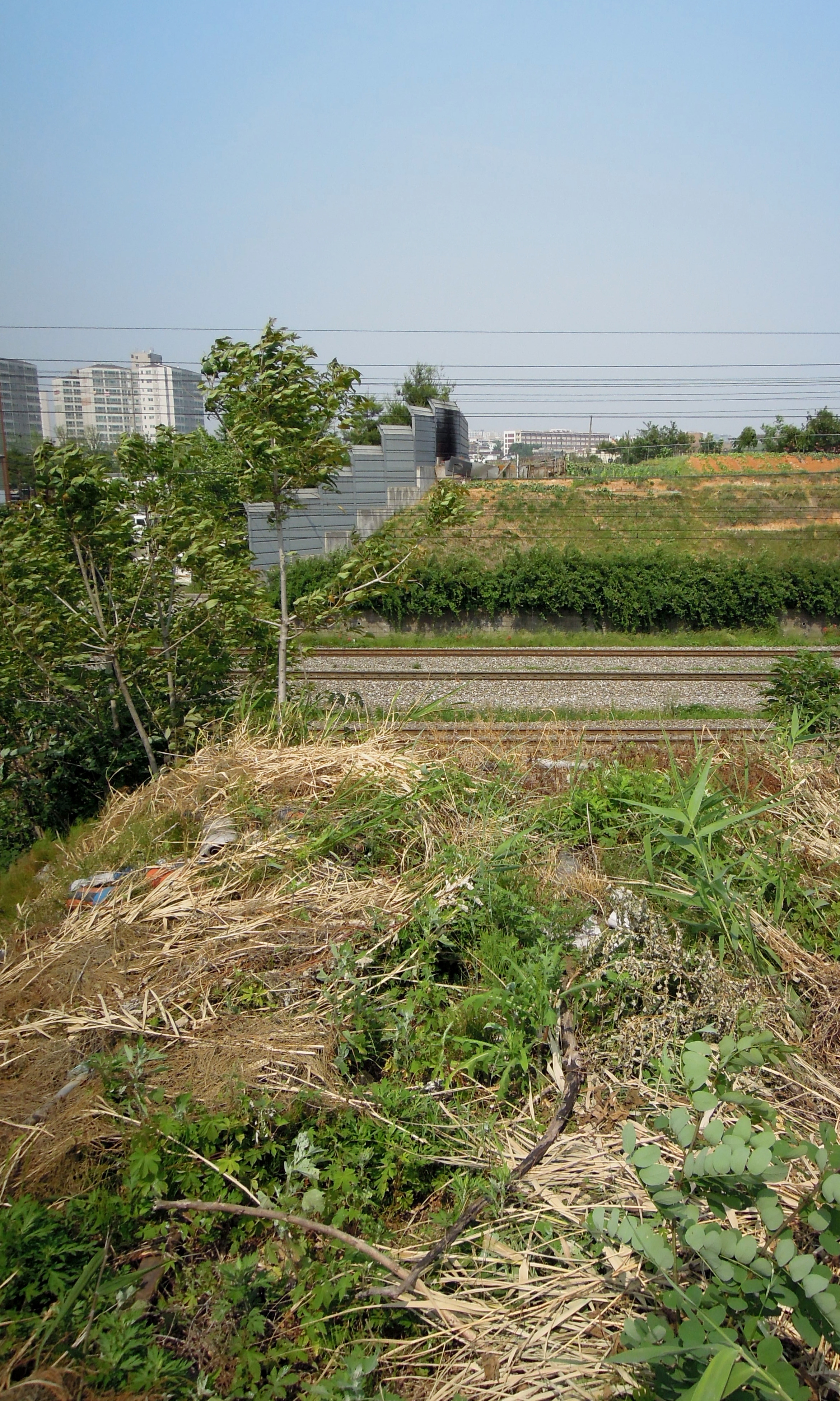
수원시 세류동, 경부선 교차 지점
북위 37° 15′ 19″ 동경 127° 0′ 21″ / 북위 37.25528°  동경 127.00583°
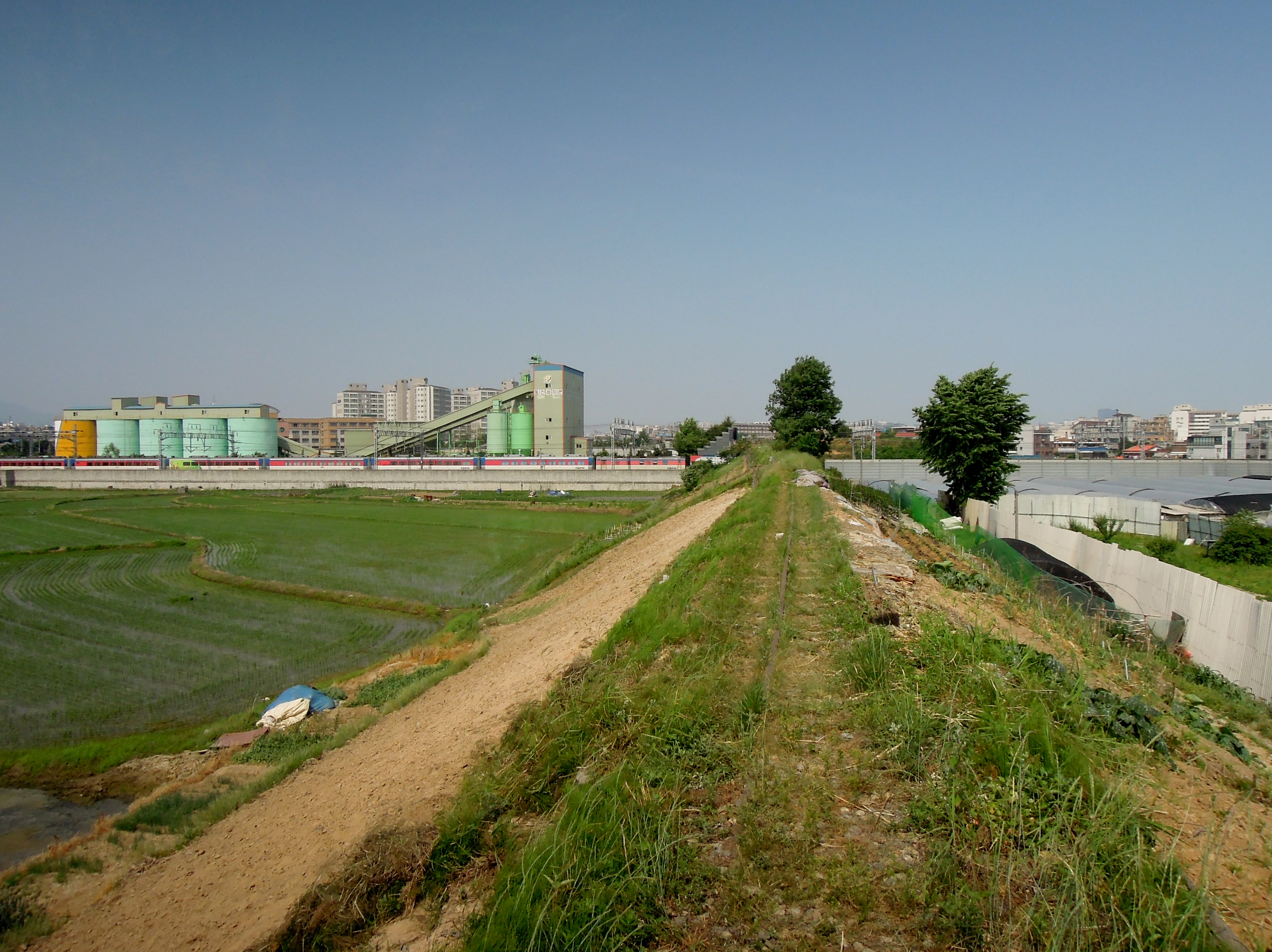
수원시 세류동
북위 37° 15′ 17″ 동경 127° 00′ 17″ / 북위 37.25472°  동경 127.00472°
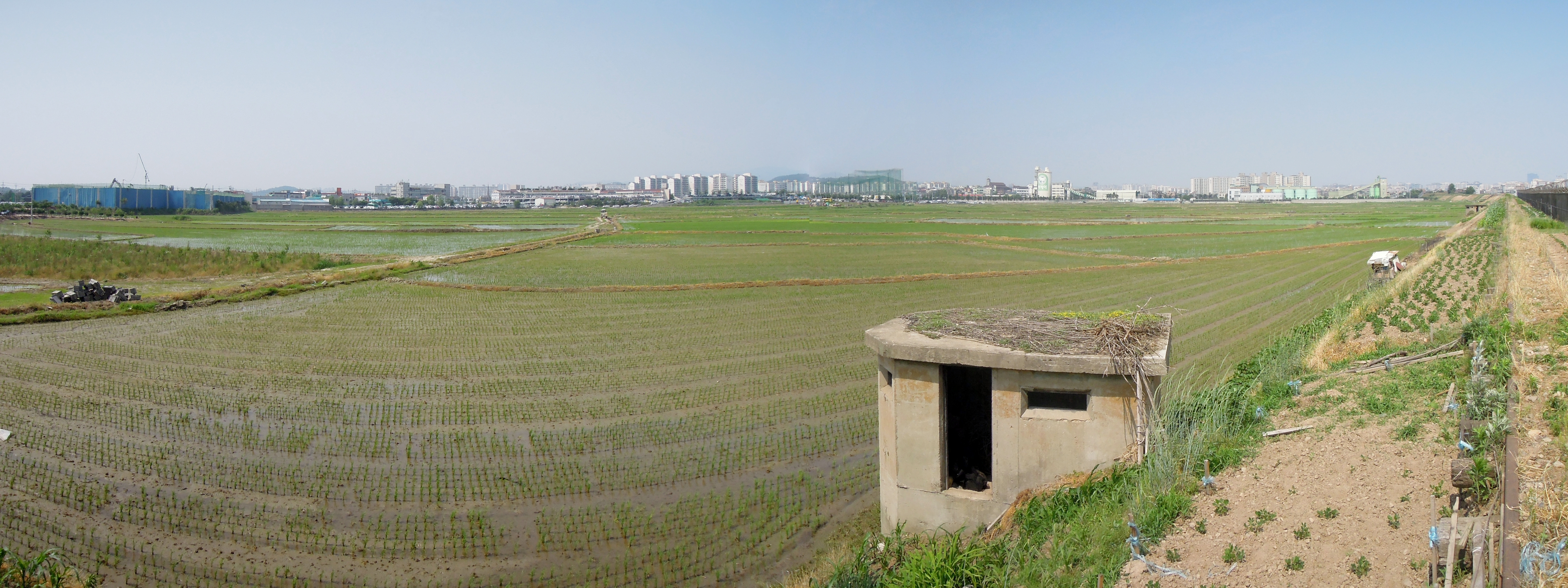
수원시 세류동, 초소
북위 37° 15′ 13″ 동경 126° 59′ 54″ / 북위 37.25361°  동경 126.99833°
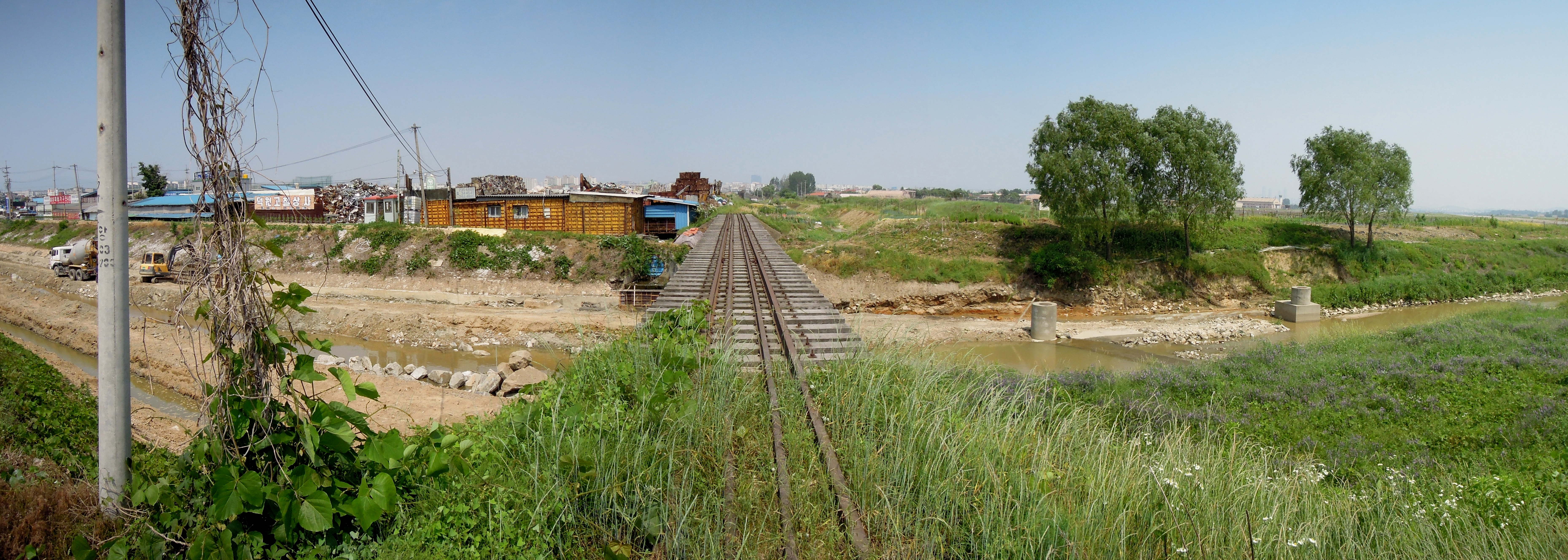
수원시 평동, 서호천 지점
북위 37° 15′ 11″ 동경 126° 59′ 40″ / 북위 37.25306°  동경 126.99444°
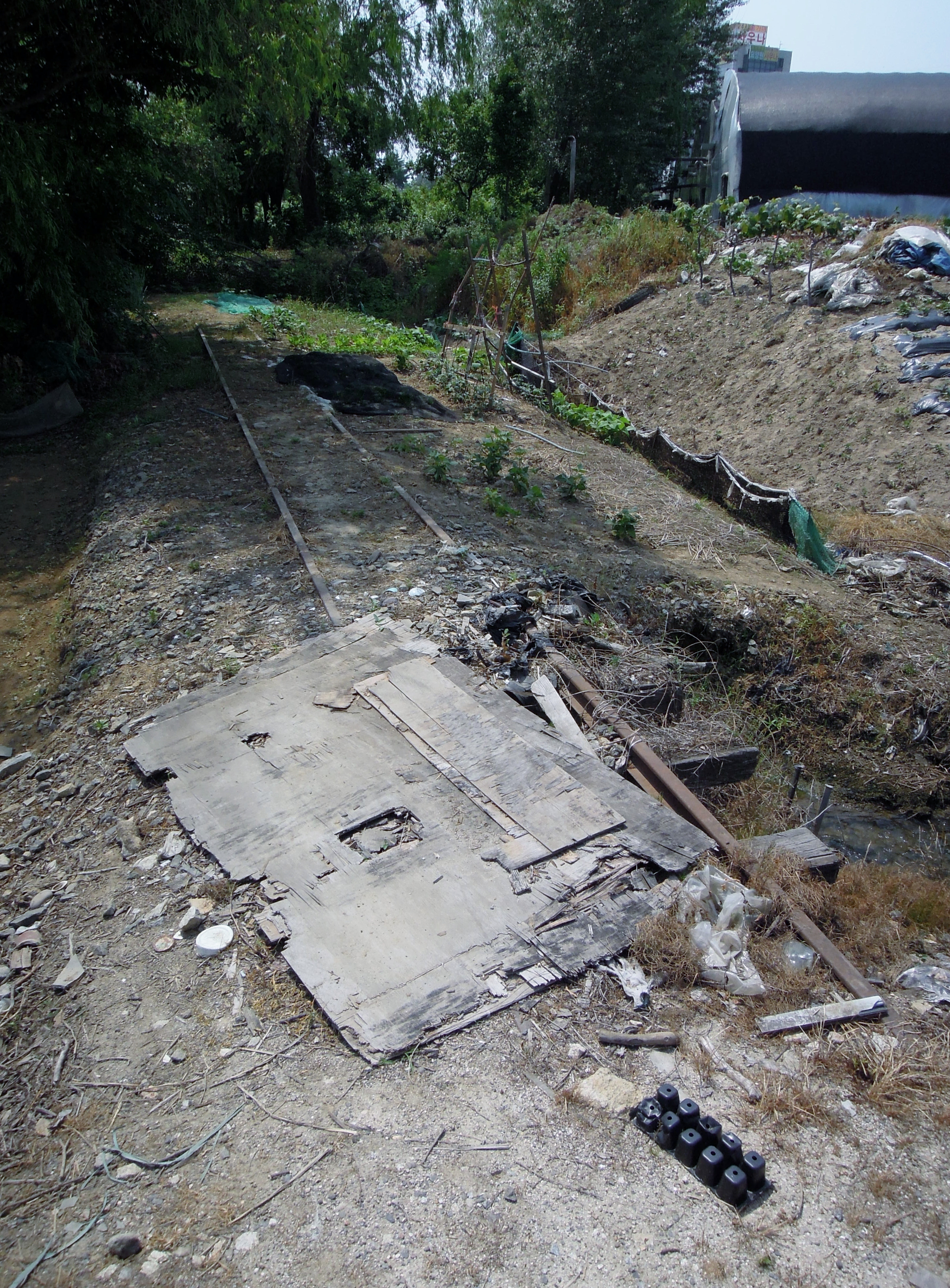
수원시 평동
북위 37° 15′ 08″ 동경 126° 59′ 21″ / 북위 37.25222°  동경 126.98917°
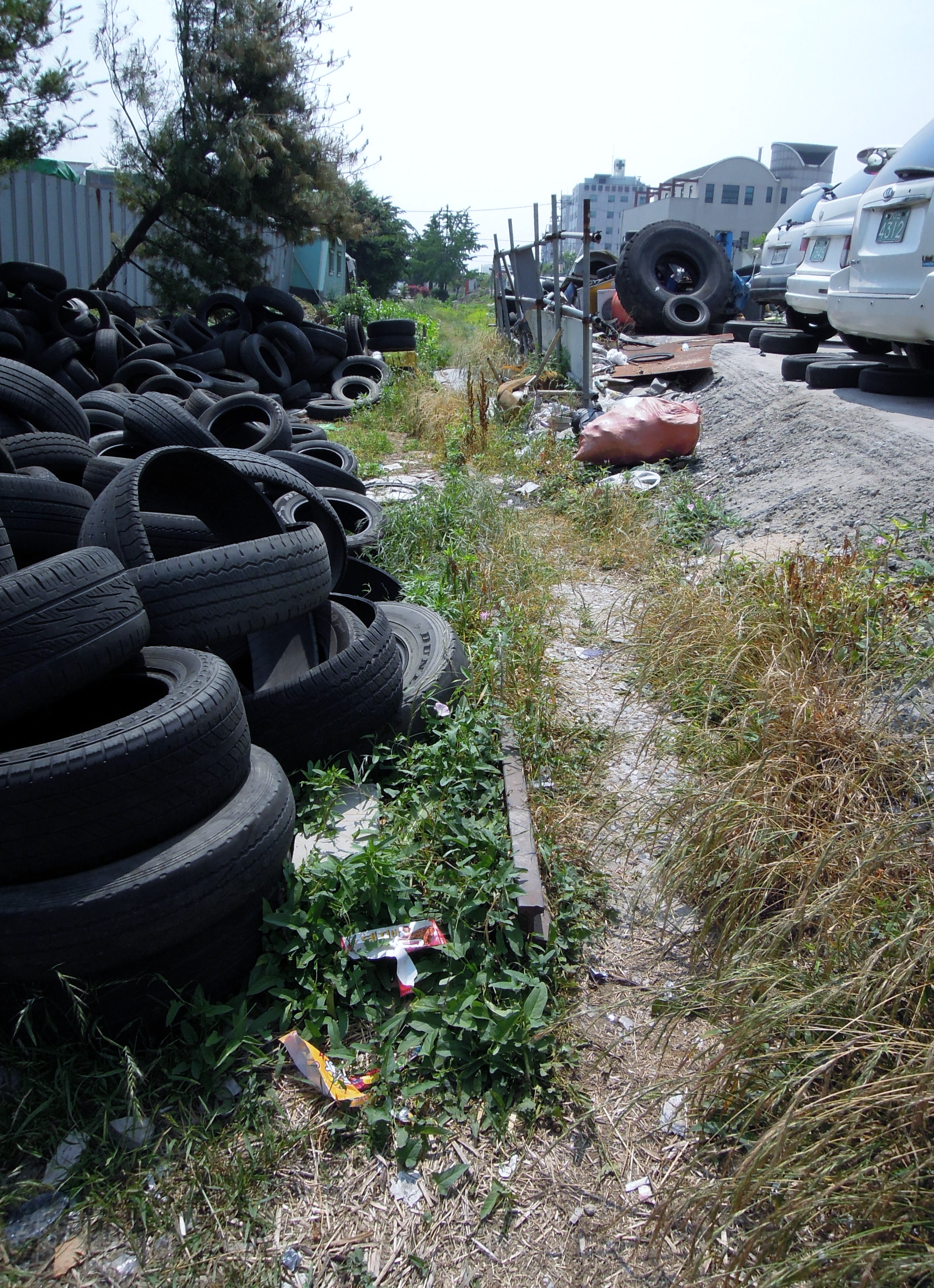
수원시 평동
북위 37° 15′ 06″ 동경 126° 59′ 11″ / 북위 37.25167°  동경 126.98639°
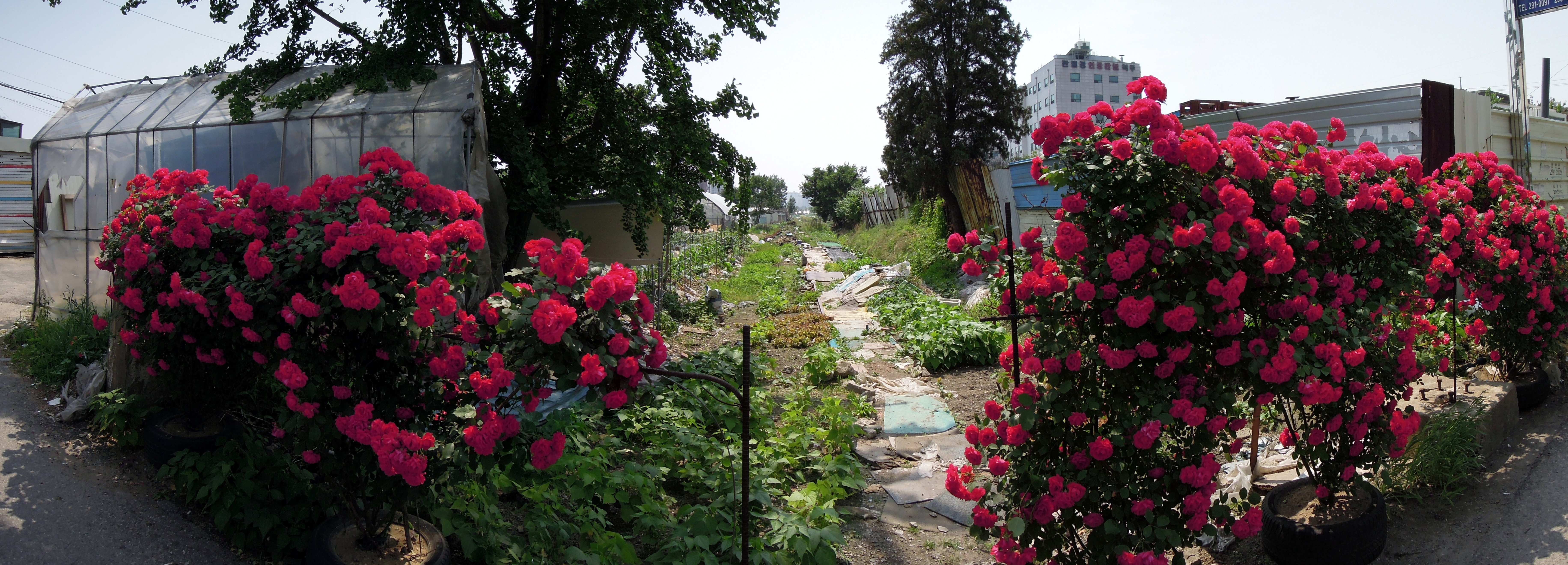
수원시 평동
북위 37° 15′ 05″ 동경 126° 59′ 06″ / 북위 37.25139°  동경 126.98500°
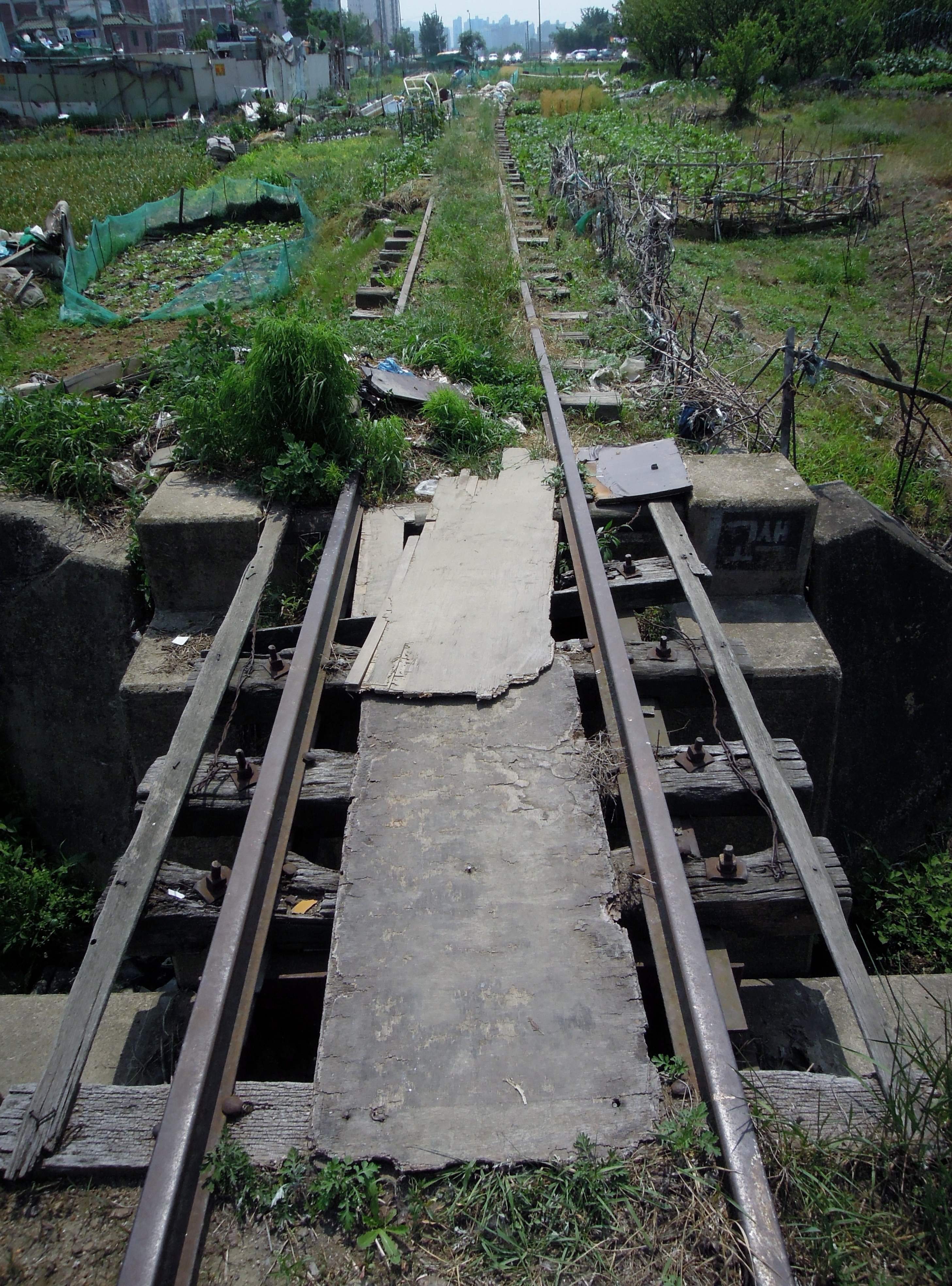
수원시 평동
북위 37° 15′ 03″ 동경 126° 59′ 00″ / 북위 37.25083°  동경 126.98333°
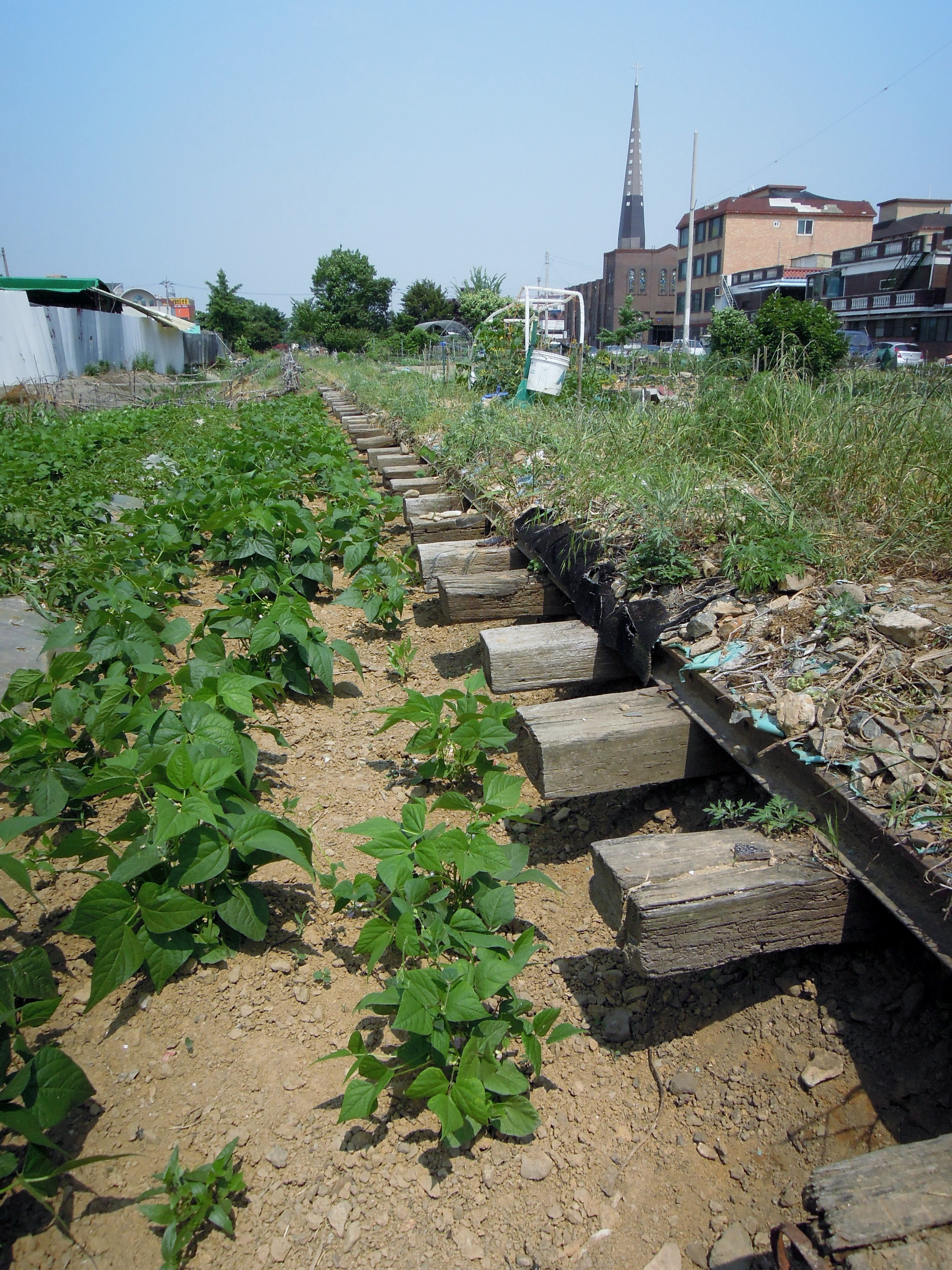
수원시 평동
북위 37° 15′ 02″ 동경 126° 58′ 58″ / 북위 37.25056°  동경 126.98278°
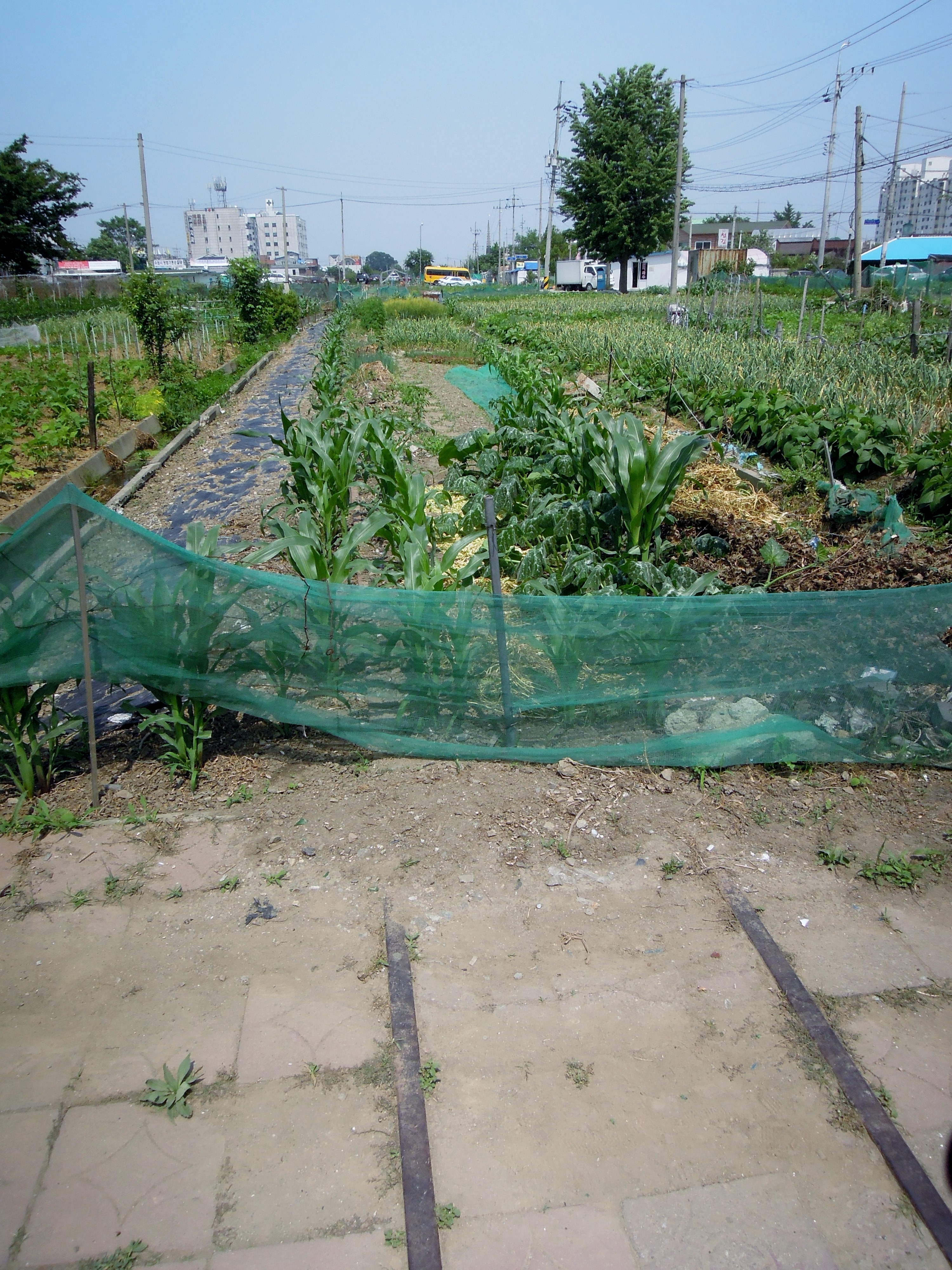
수원시 평동
북위 37° 14′ 58″ 동경 126° 58′ 47″ / 북위 37.24944°  동경 126.97972°
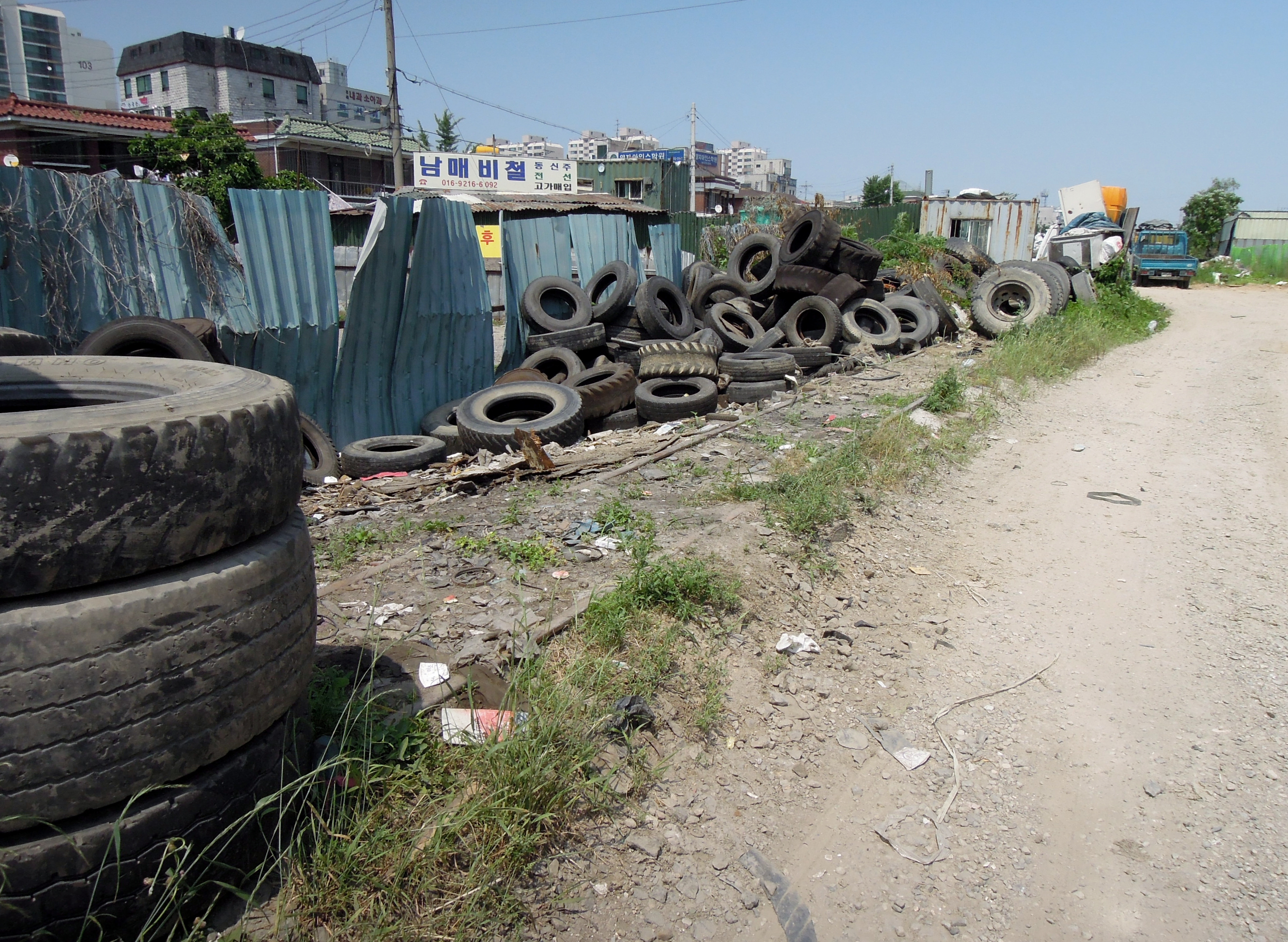
수원시 평동
북위 37° 14′ 55″ 동경 126° 58′ 38″ / 북위 37.24861°  동경 126.97722°
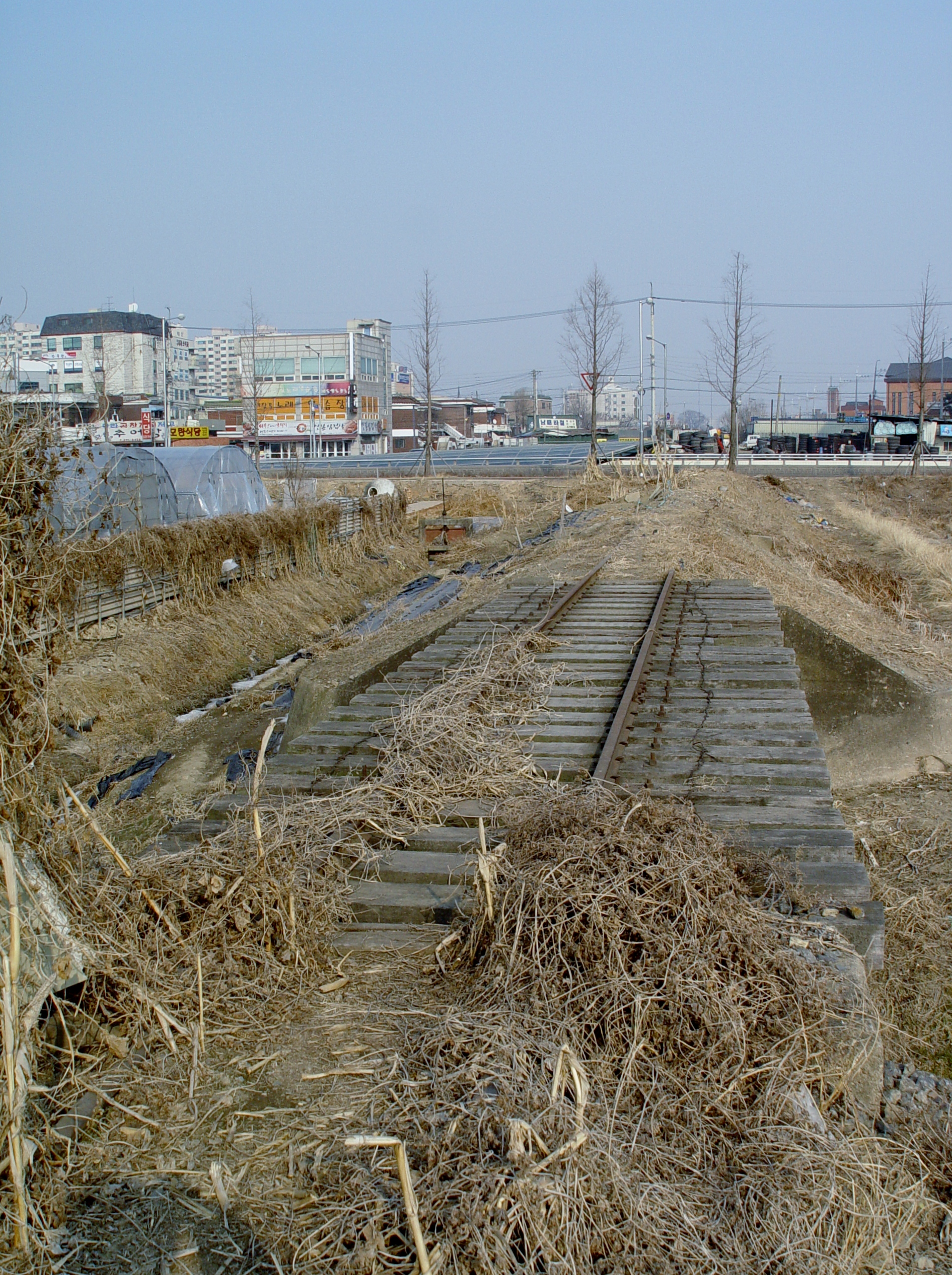
수원시 고색동
북위 37° 14′ 53″ 동경 126° 58′ 33″ / 북위 37.24806°  동경 126.97583°
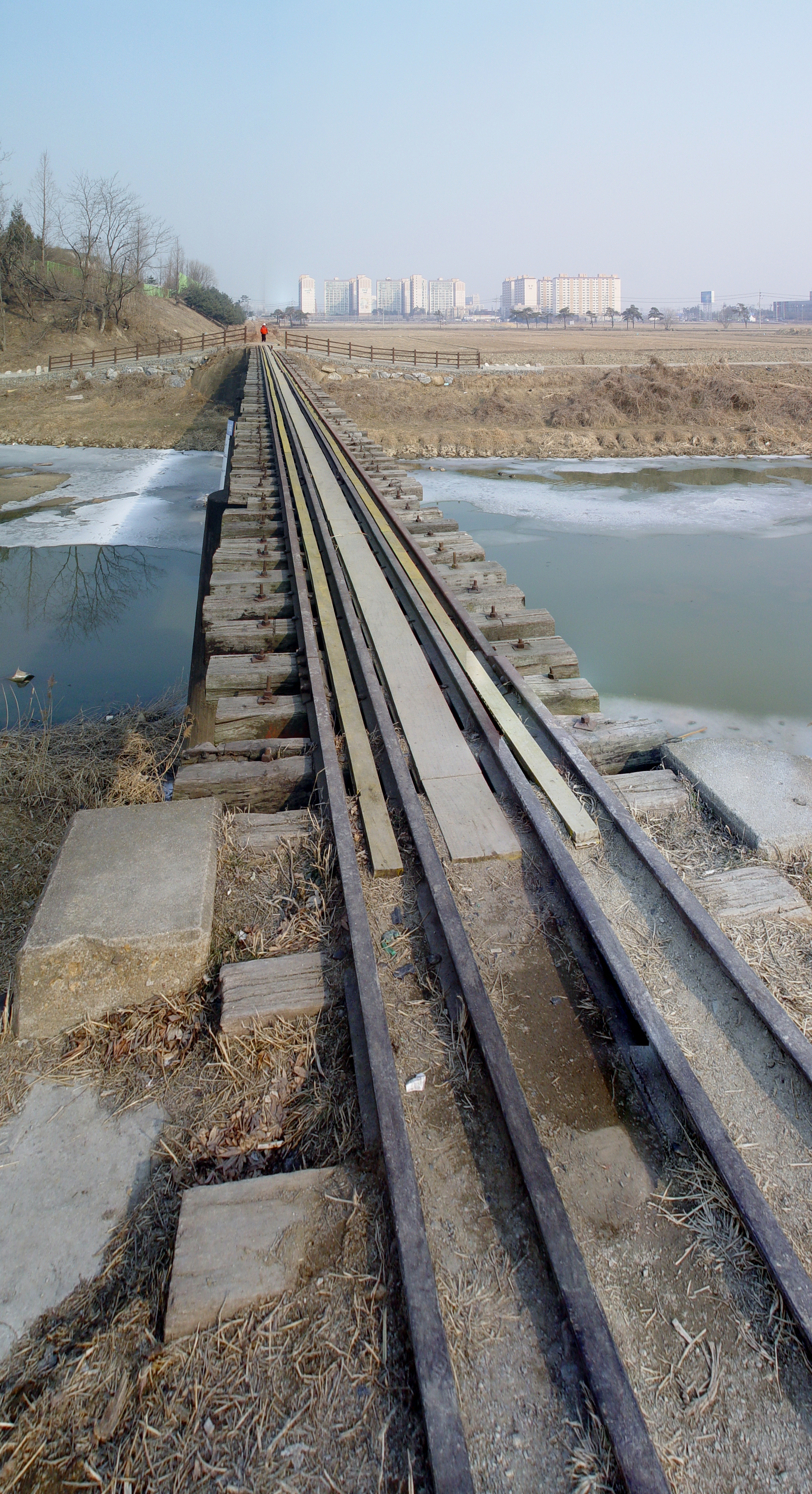
황구지천 지점
북위 37° 14′ 45″ 동경 126° 58′ 9″ / 북위 37.24583°  동경 126.96917°
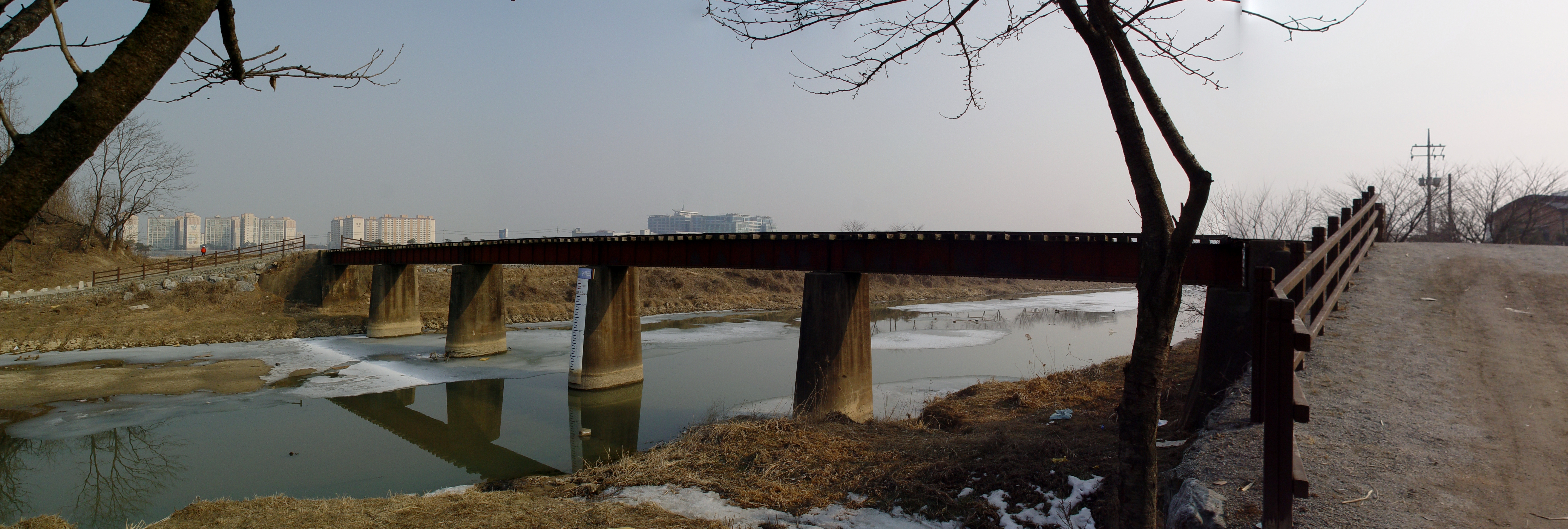
황구지천 지점
북위 37° 14′ 45″ 동경 126° 58′ 9″ / 북위 37.24583°  동경 126.96917°
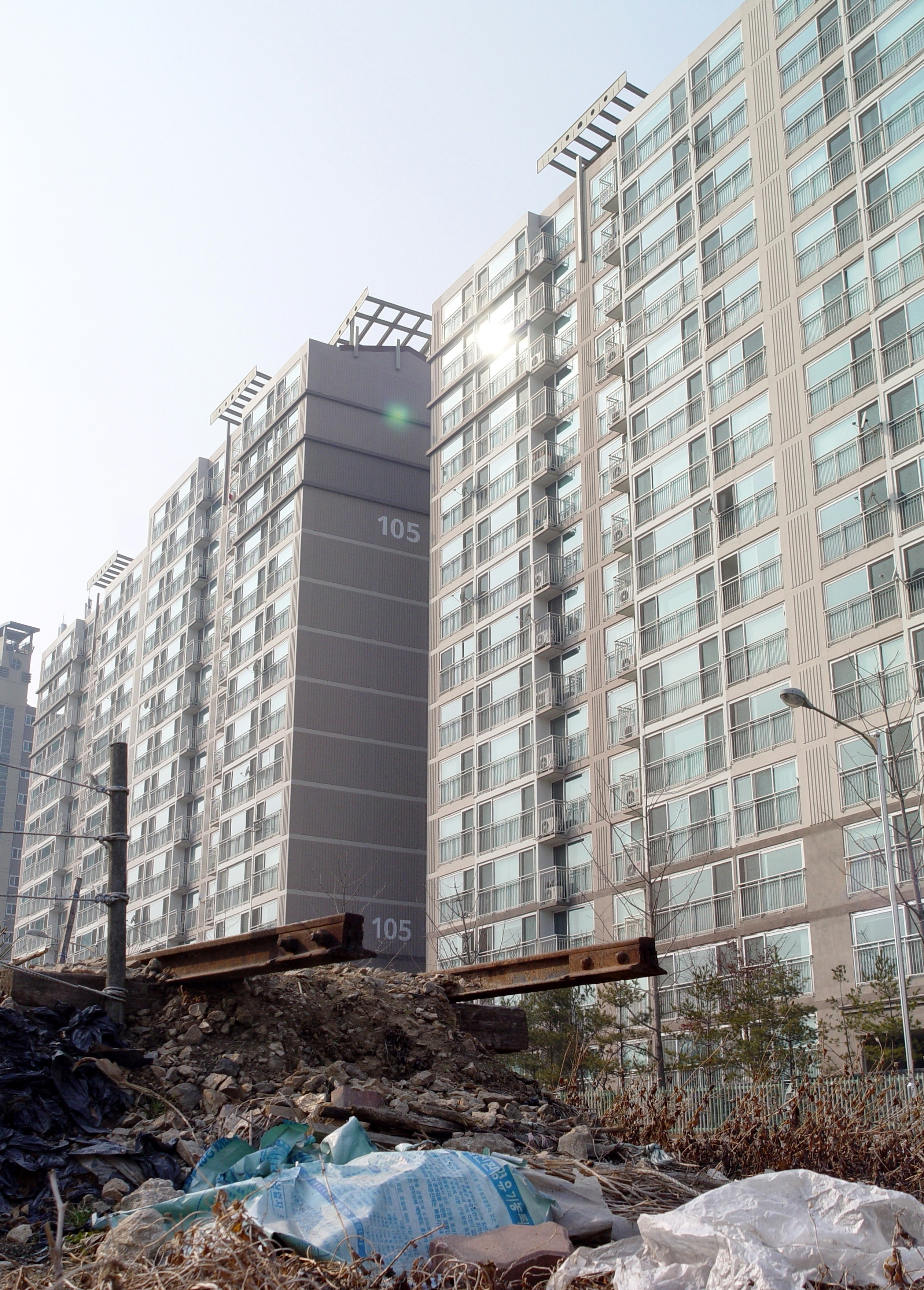
수원시 오목천동
북위 37° 14′ 42″ 동경 126° 58′ 0″ / 북위 37.24500°  동경 126.96667°
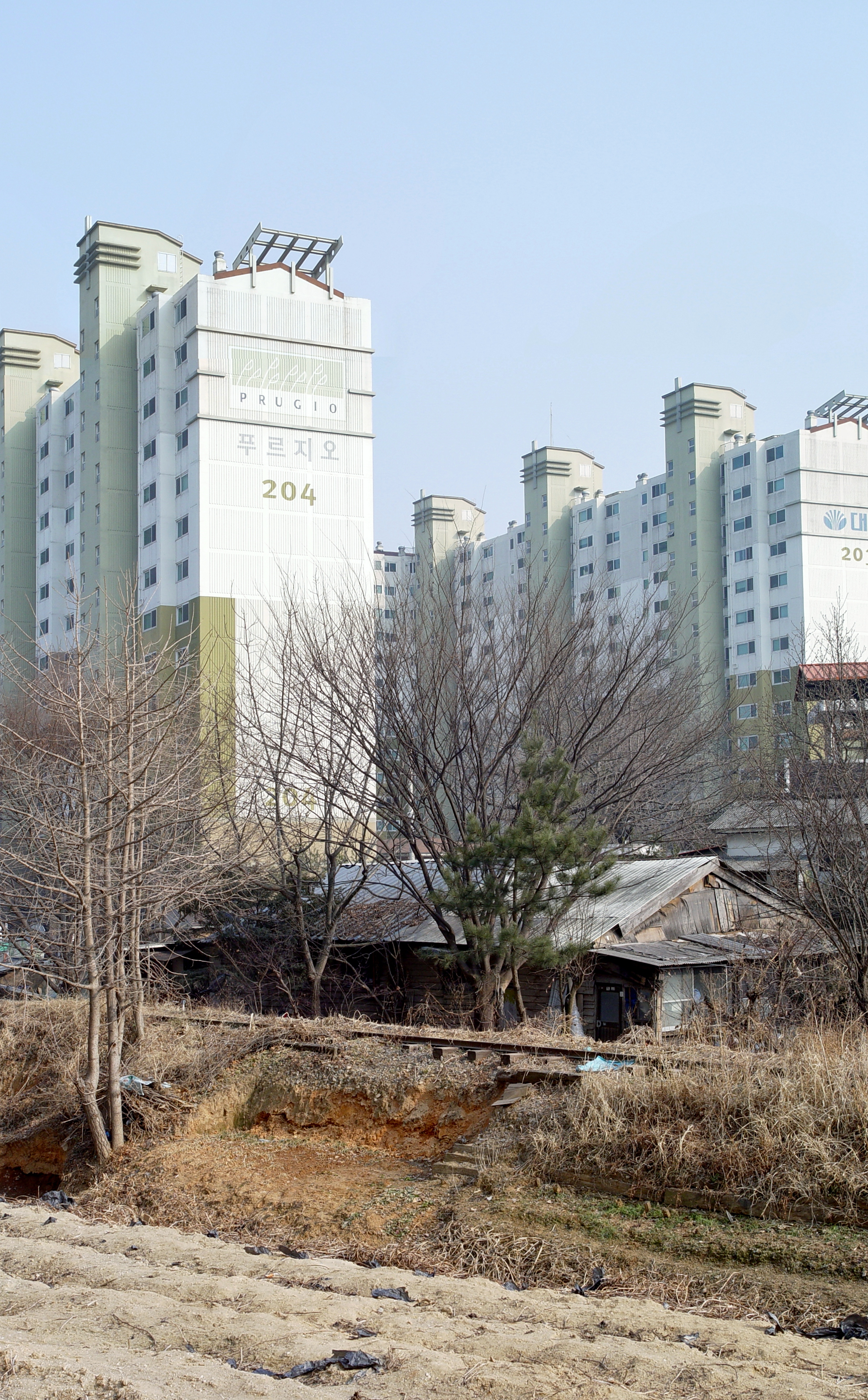
수원시 오목천동
북위 37° 14′ 41″ 동경 126° 57′ 57″ / 북위 37.24472°  동경 126.96583°
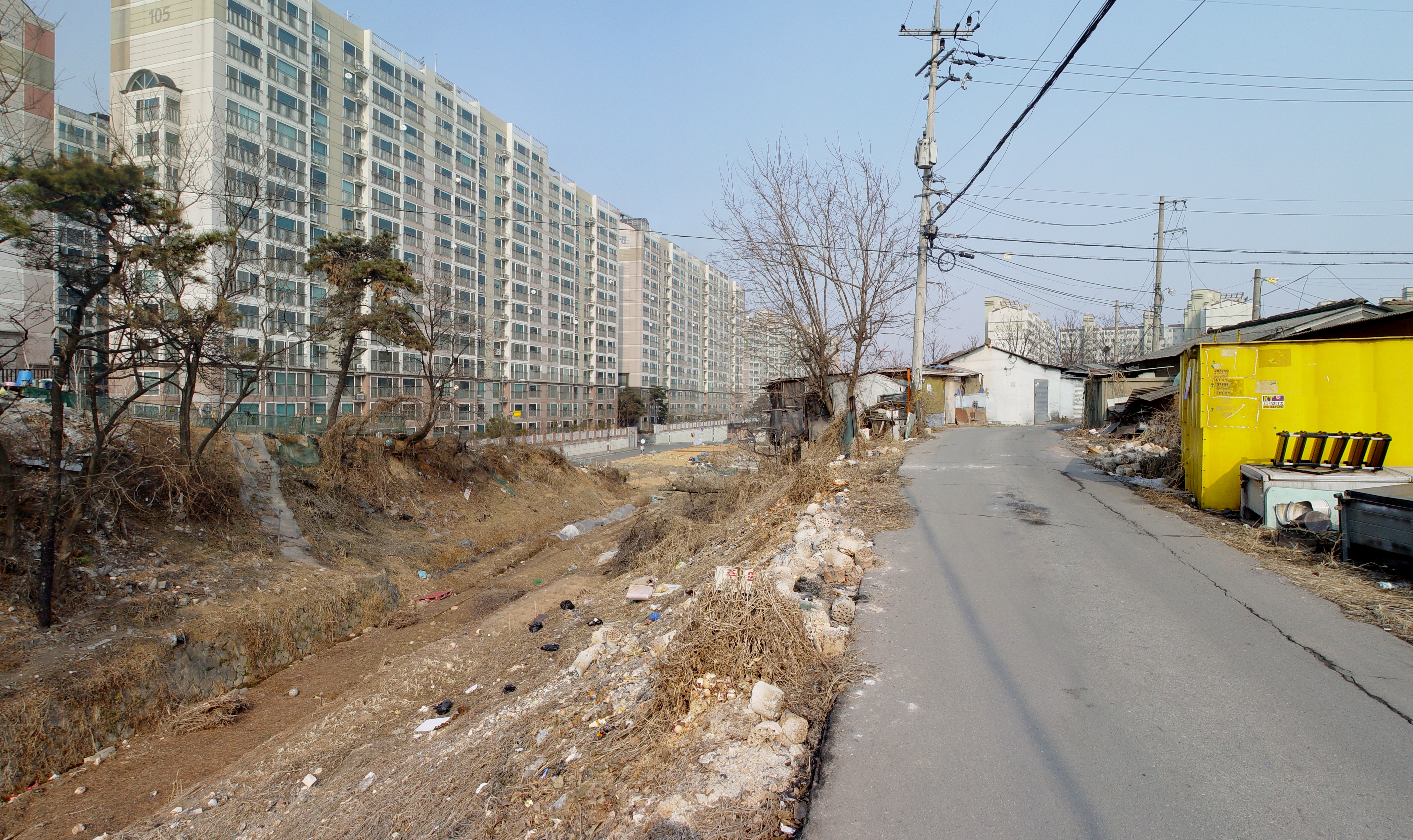
수원시 오목천동
북위 37° 14′ 38″ 동경 126° 57′ 54″ / 북위 37.24389°  동경 126.96500°

### 화성시 구간

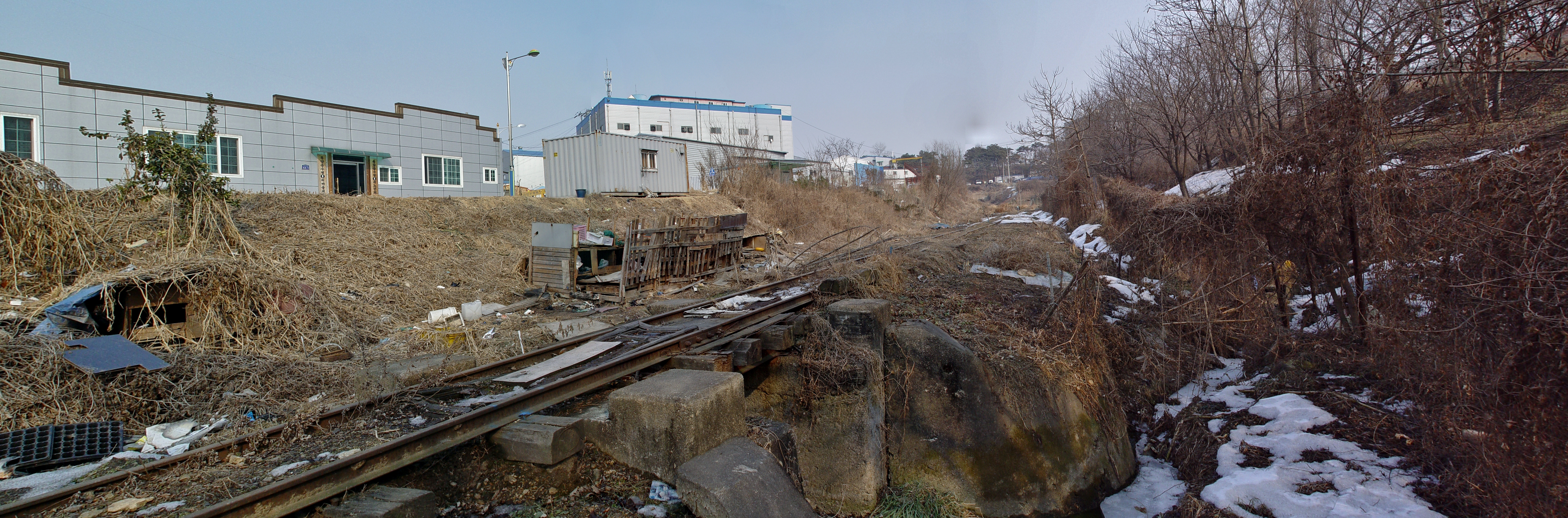
화성시 봉담읍 수영리
북위 37° 14′ 27″ 동경 126° 57′ 19″ / 북위 37.24083°  동경 126.95528°
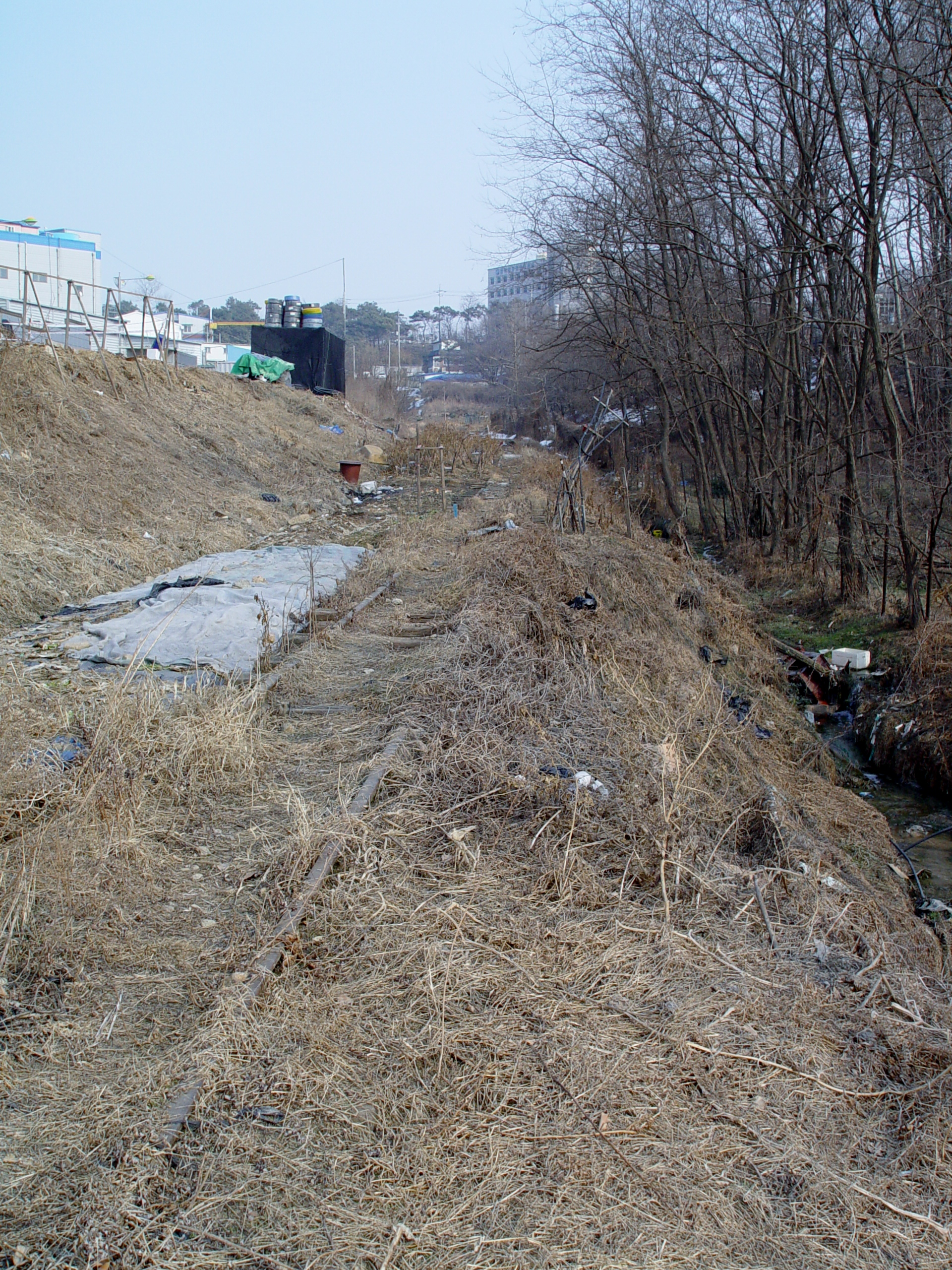
화성시 봉담읍 수영리
북위 37° 14′ 27″ 동경 126° 57′ 14″ / 북위 37.24083°  동경 126.95389°
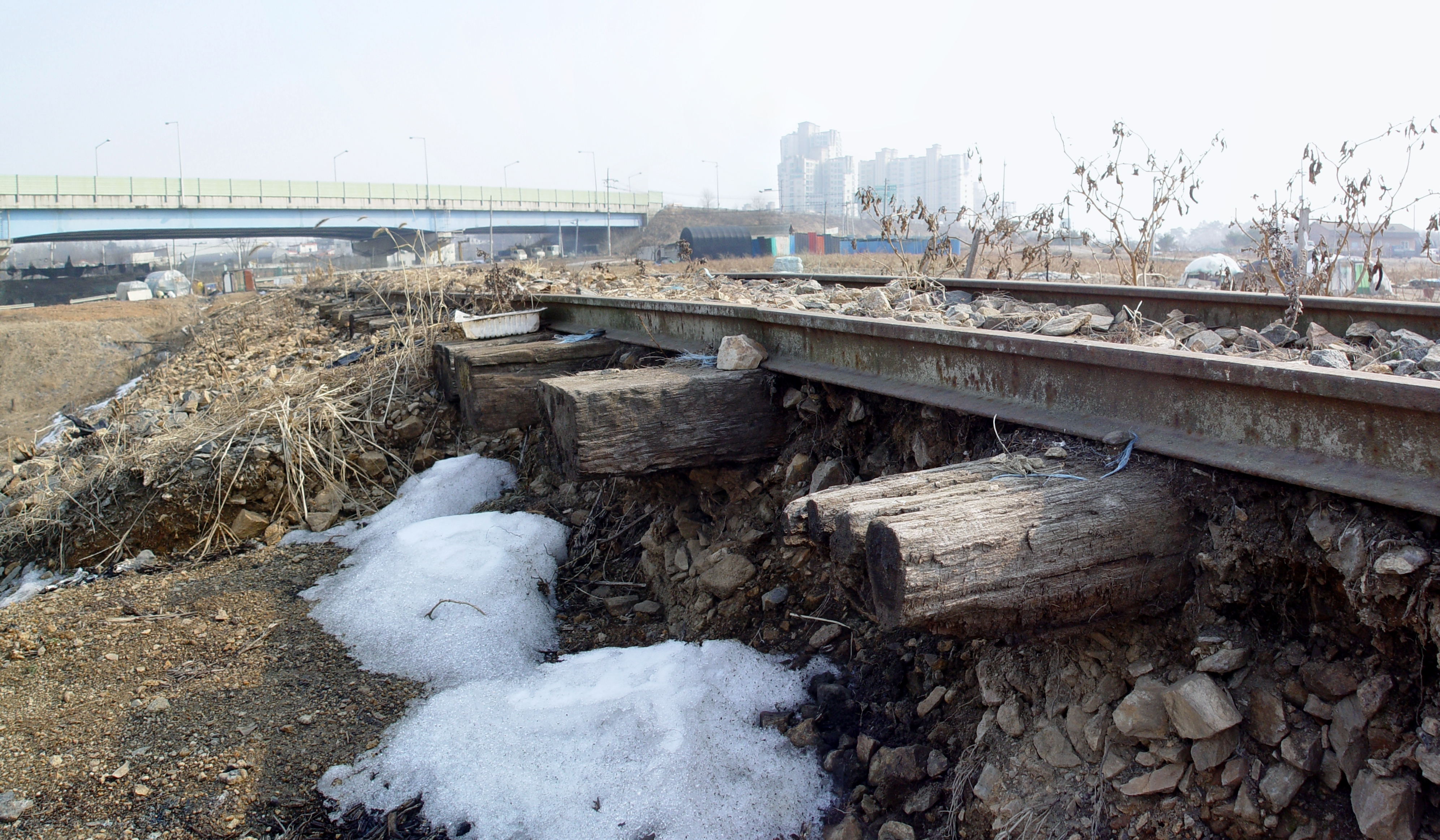
화성시 봉담읍 수영리
북위 37° 14′ 30″ 동경 126° 56′ 59″ / 북위 37.24167°  동경 126.94972°
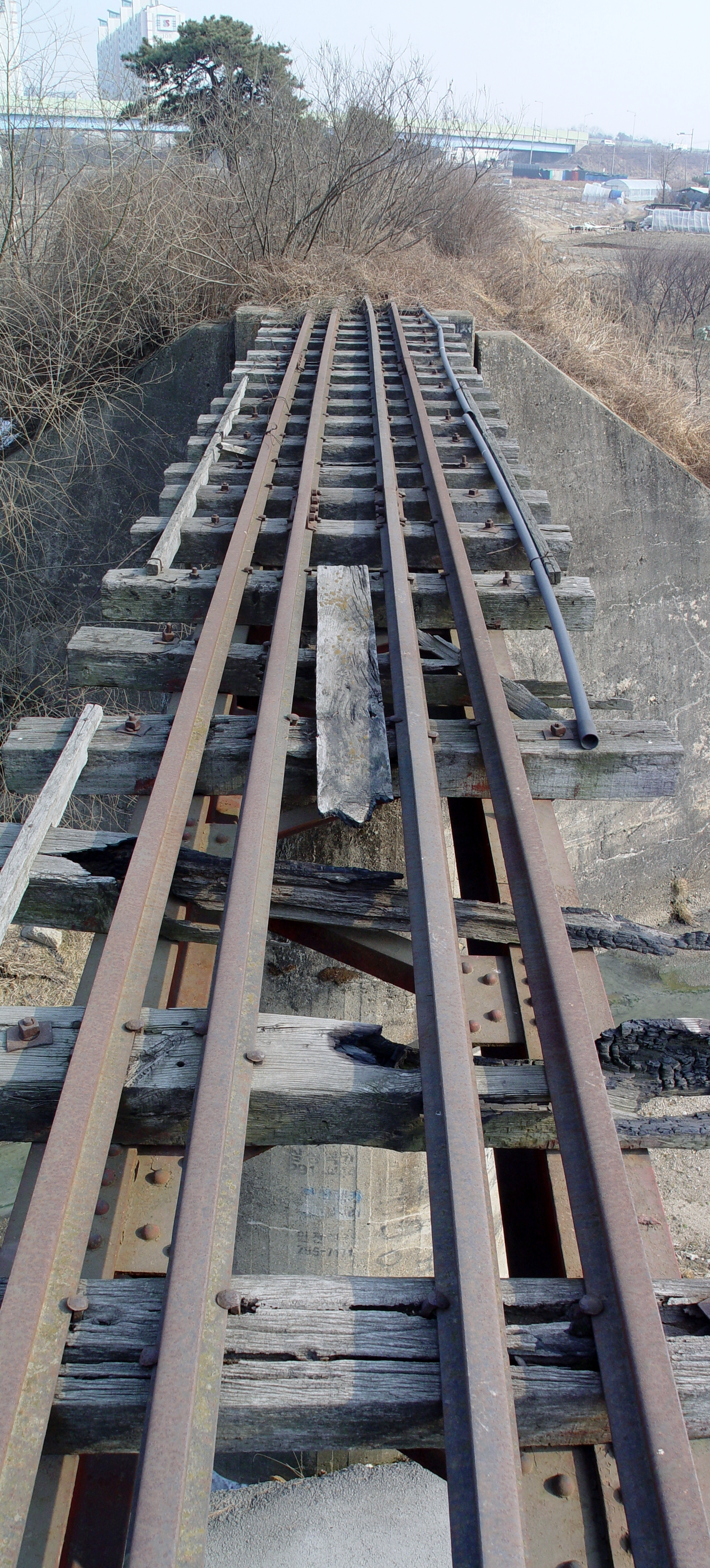
화성시 봉담읍 수영리
북위 37° 14′ 32″ 동경 126° 56′ 53″ / 북위 37.24222°  동경 126.94806°
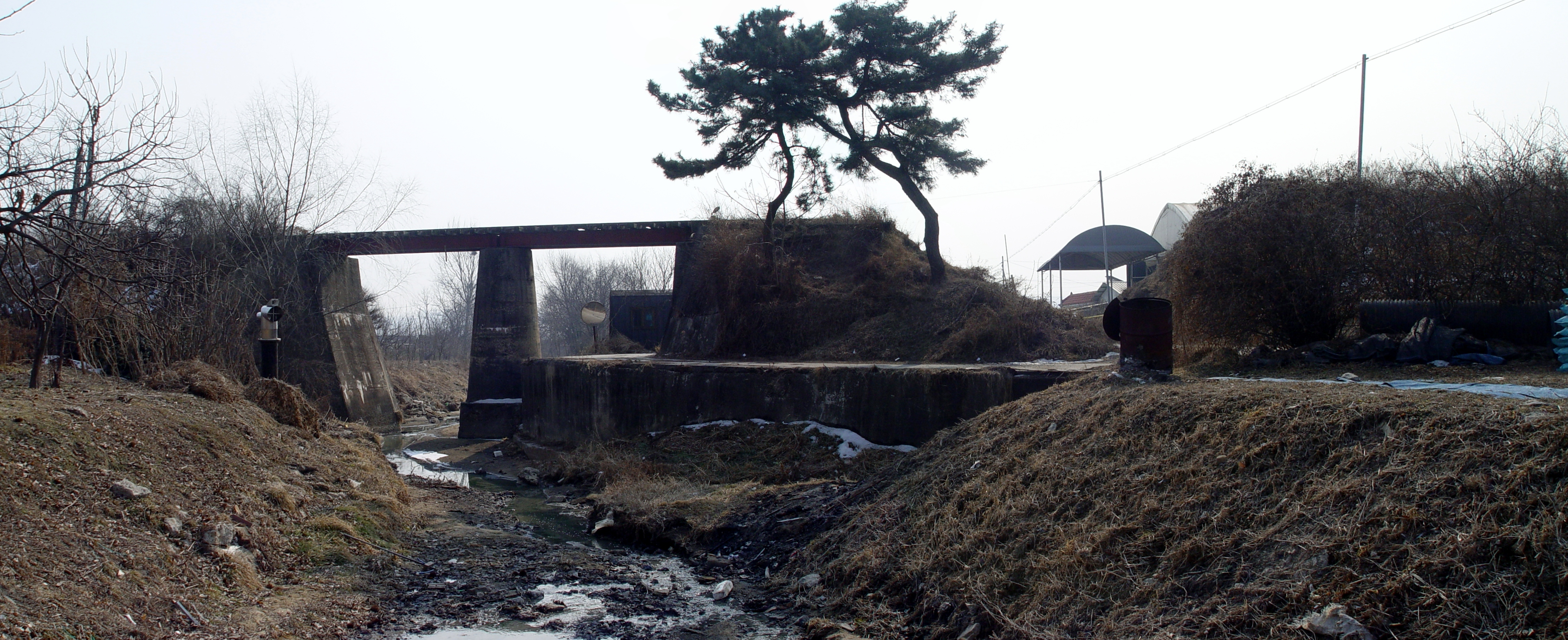
화성시 봉담읍 수영리
북위 37° 14′ 33″ 동경 126° 56′ 53″ / 북위 37.24250°  동경 126.94806°
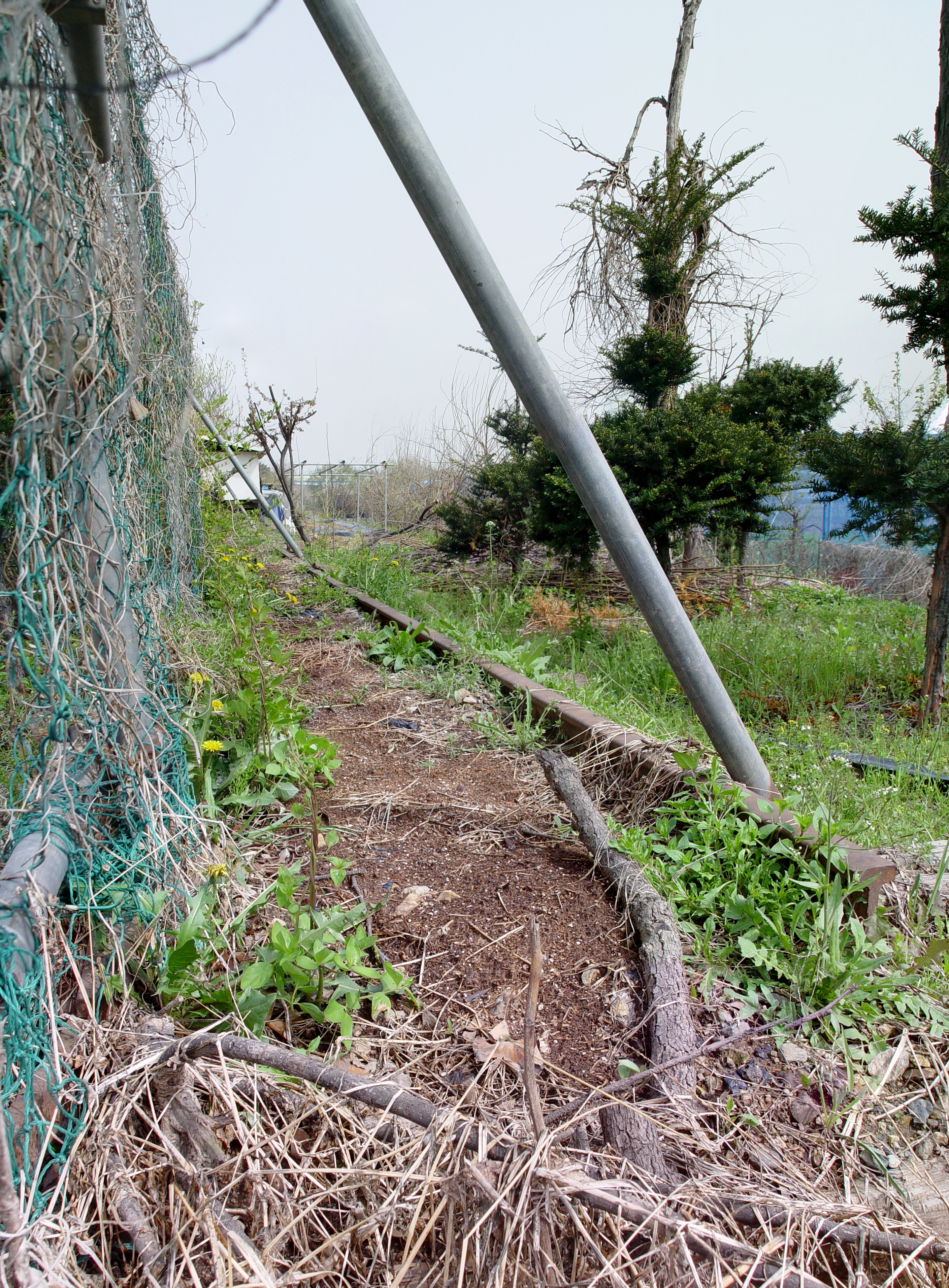
화성시 매송면 천천리
북위 37° 14′ 36″ 동경 126° 56′ 42″ / 북위 37.24333°  동경 126.94500°
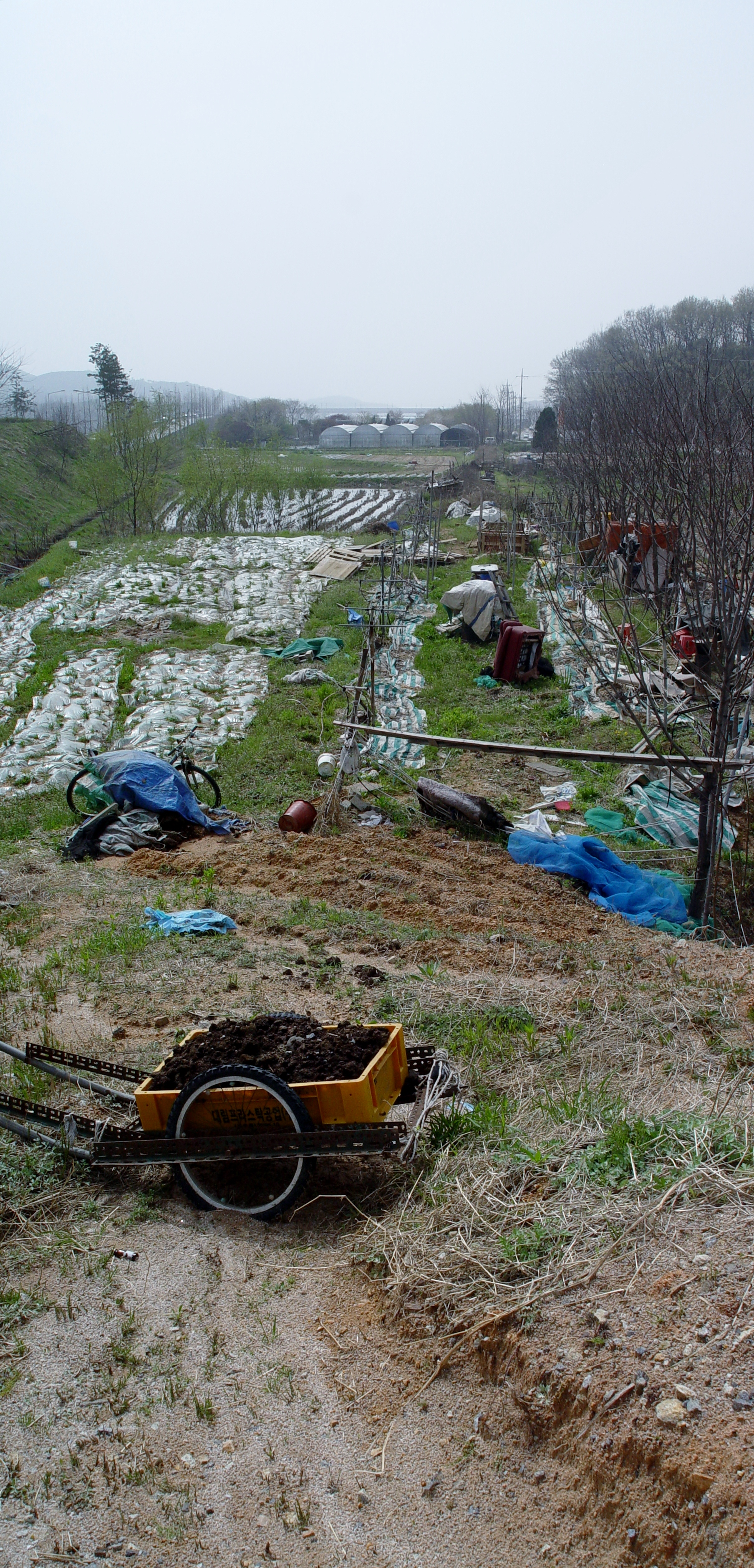
화성시 매송면 천천리
북위 37° 14′ 38″ 동경 126° 56′ 32″ / 북위 37.24389°  동경 126.94222°
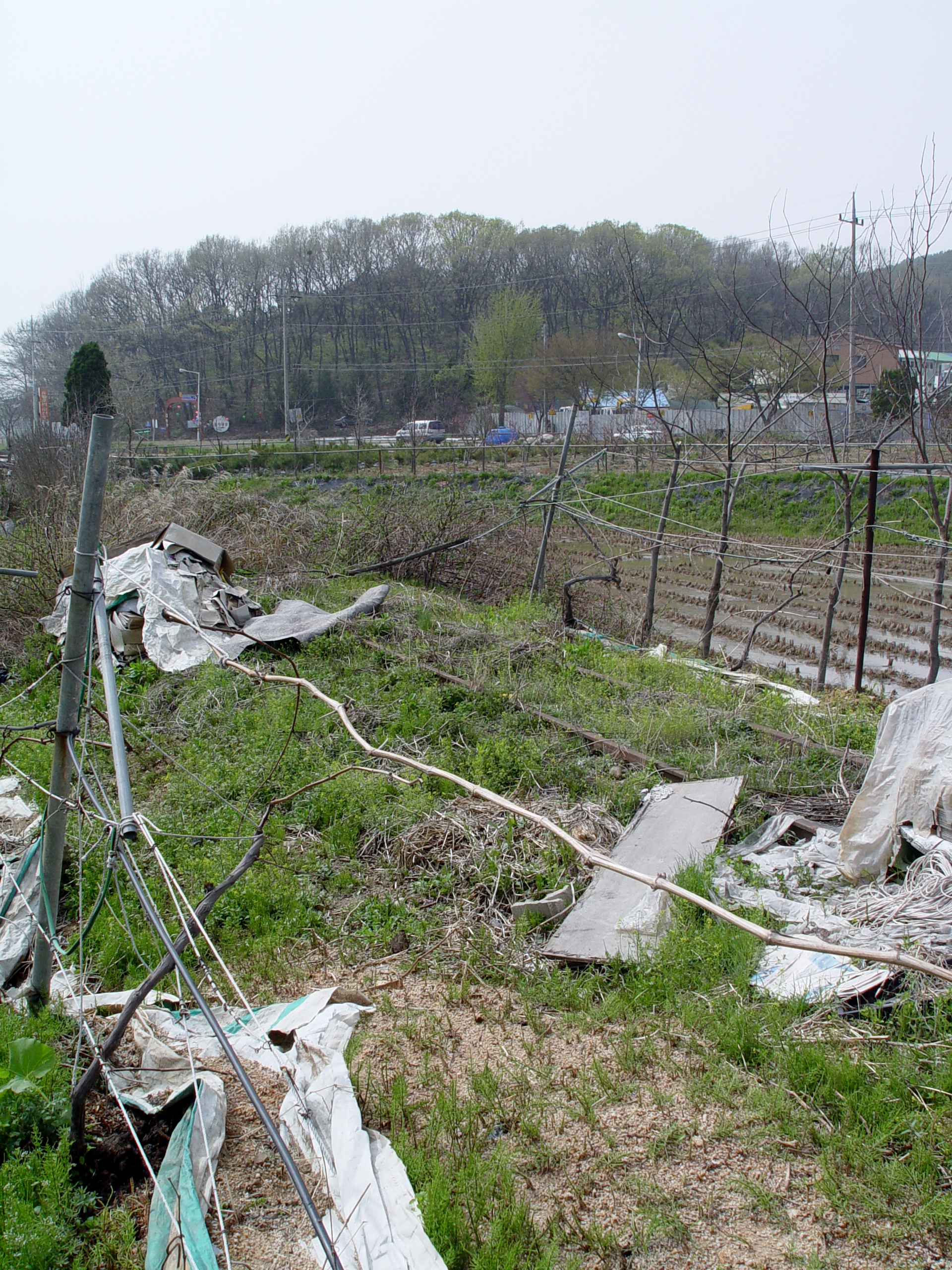
화성시 매송면 천천리
북위 37° 14′ 38″ 동경 126° 56′ 29″ / 북위 37.24389°  동경 126.94139°
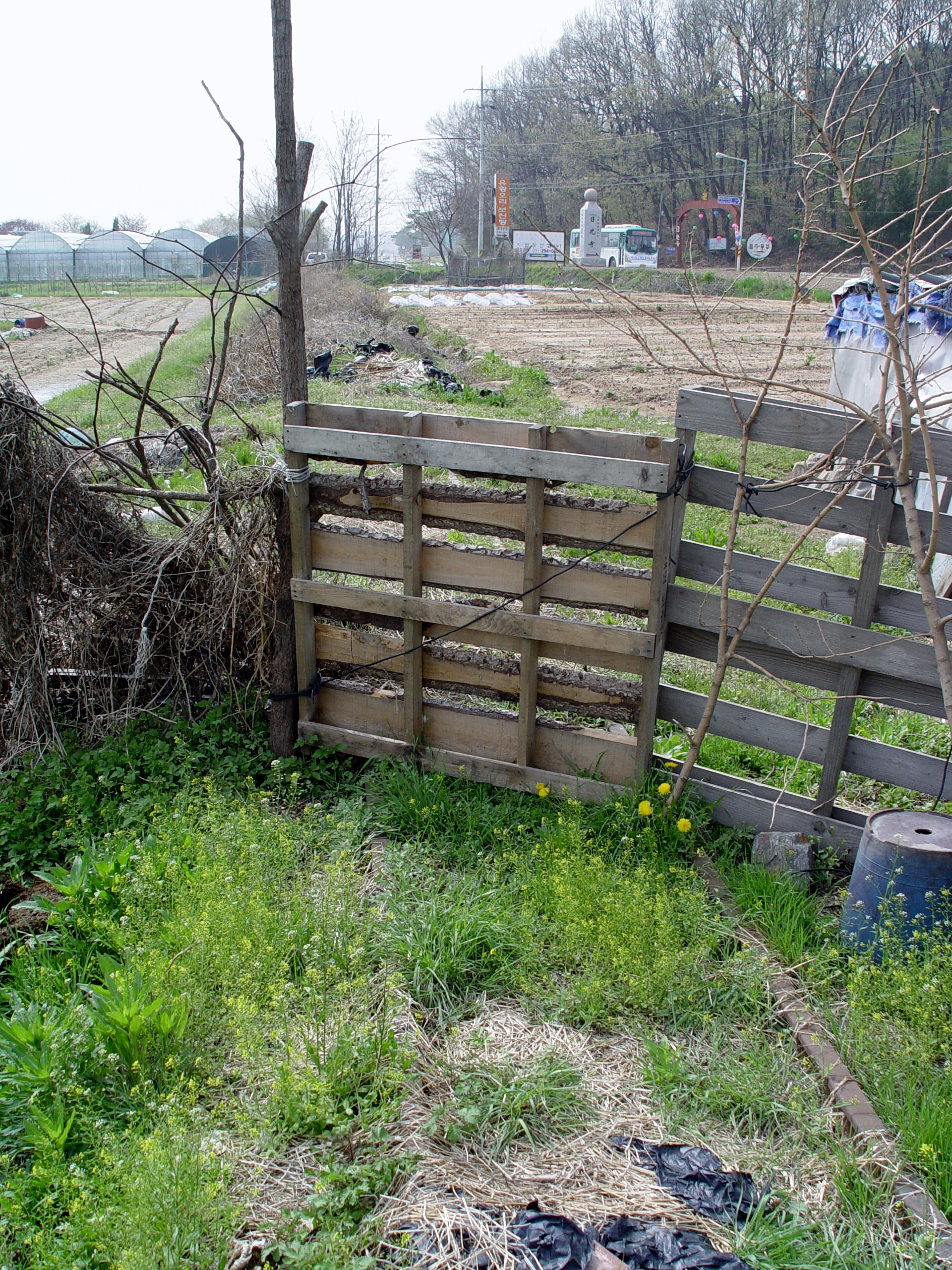
화성시 매송면 천천리
북위 37° 14′ 39″ 동경 126° 56′ 27″ / 북위 37.24417°  동경 126.94083°
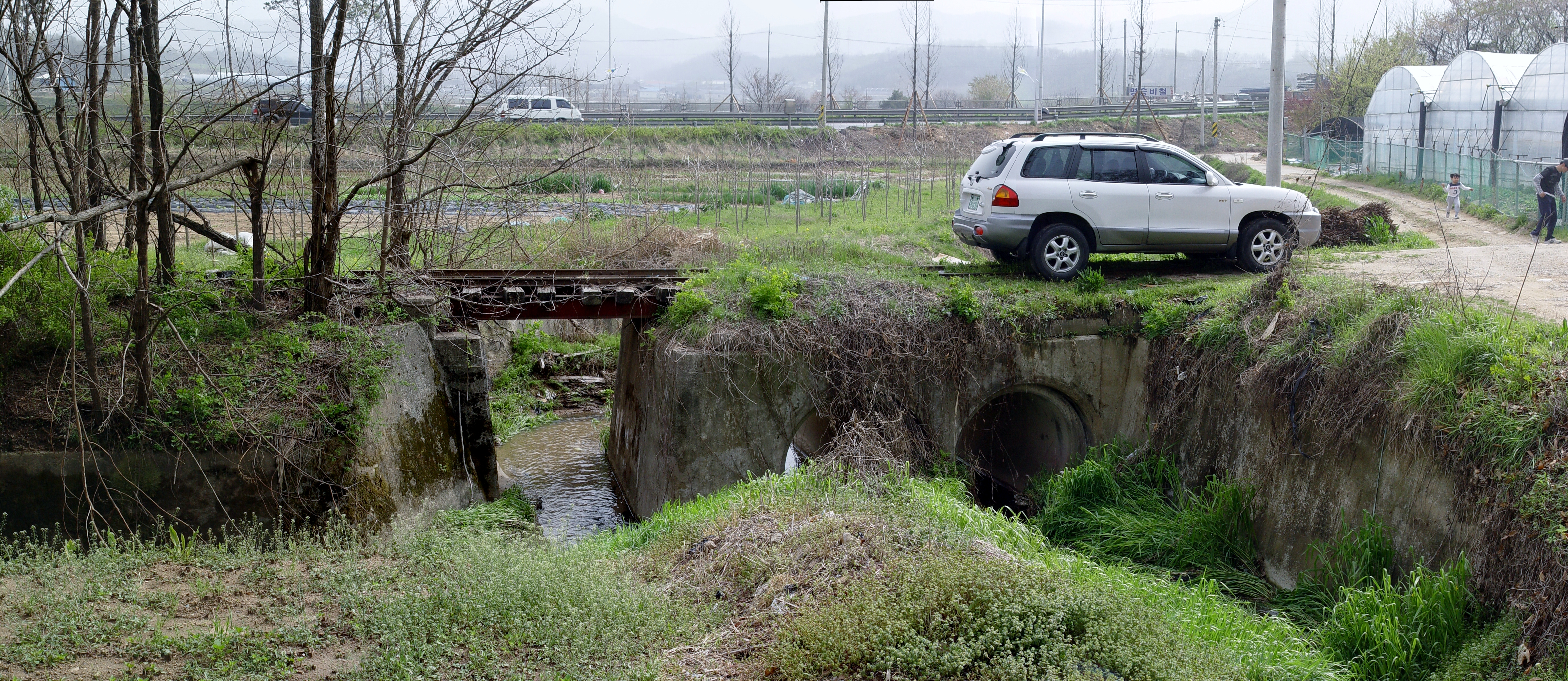
화성시 매송면 천천리
북위 37° 14′ 40″ 동경 126° 56′ 23″ / 북위 37.24444°  동경 126.93972°
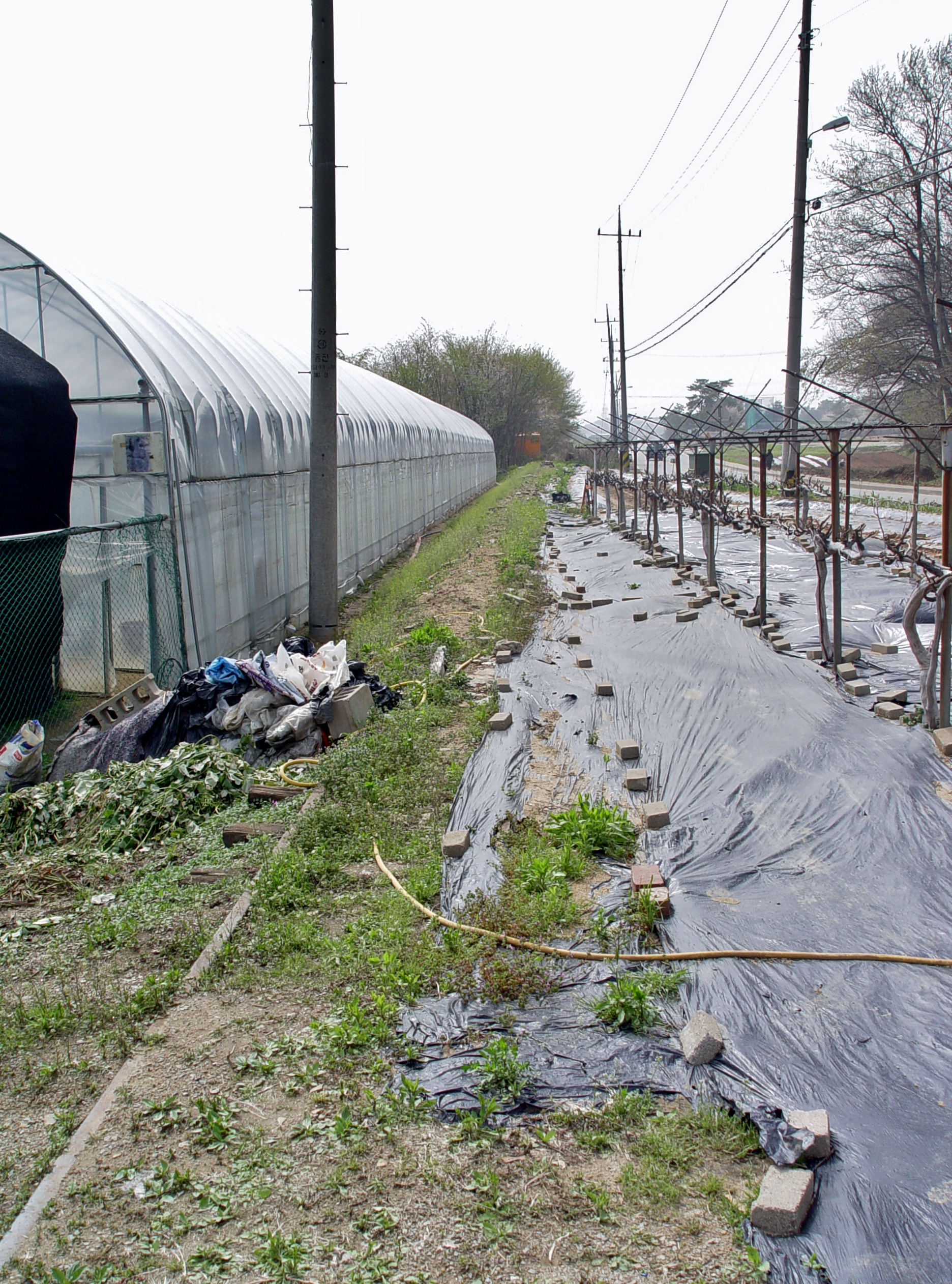
화성시 매송면 천천리
북위 37° 14′ 40″ 동경 126° 56′ 23″ / 북위 37.24444°  동경 126.93972°
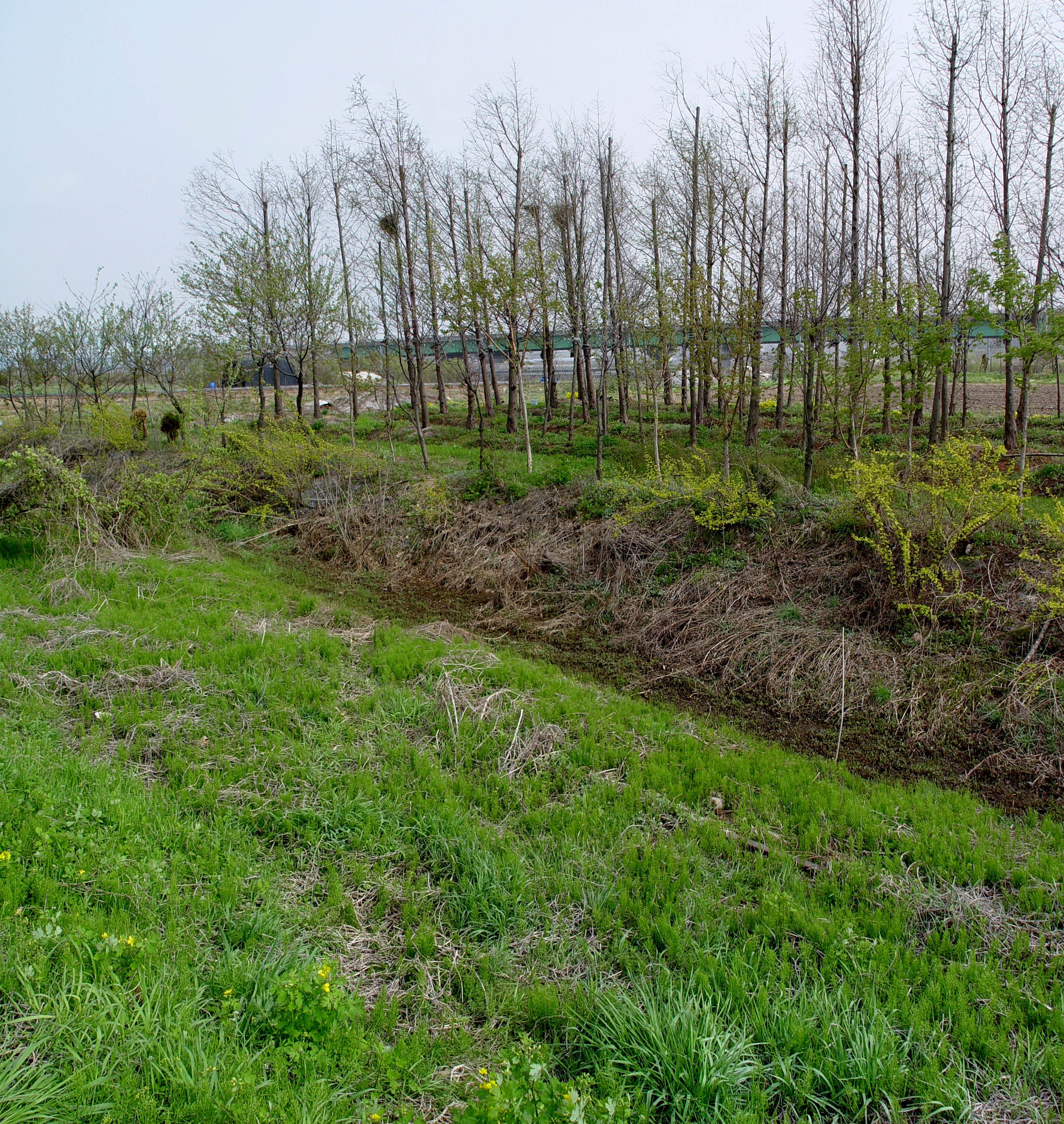
화성시 매송면 천천리
북위 37° 14′ 43″ 동경 126° 56′ 00″ / 북위 37.24528°  동경 126.93333°
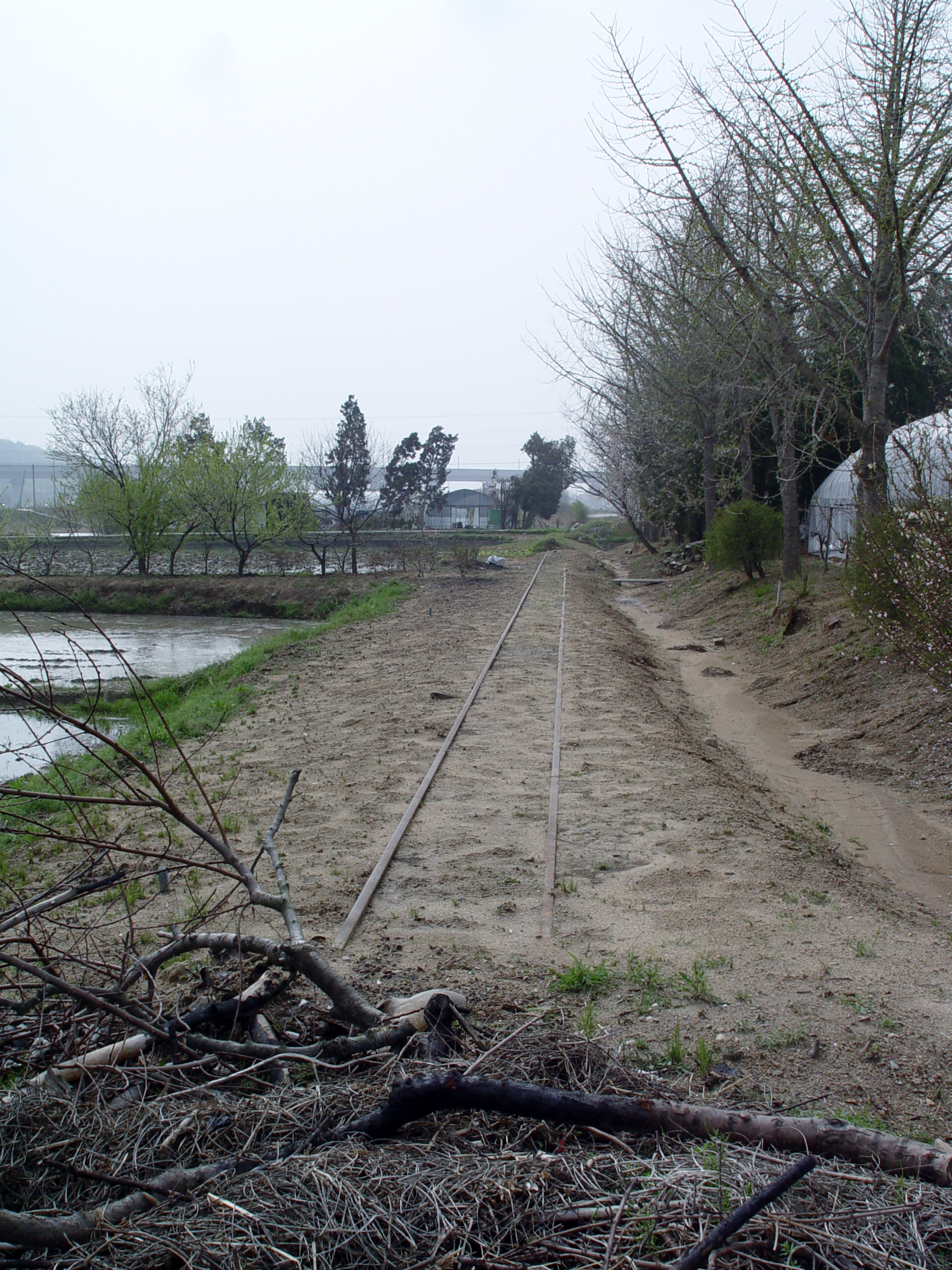
화성시 매송면 천천리
북위 37° 14′ 44″ 동경 126° 55′ 54″ / 북위 37.24556°  동경 126.93167°
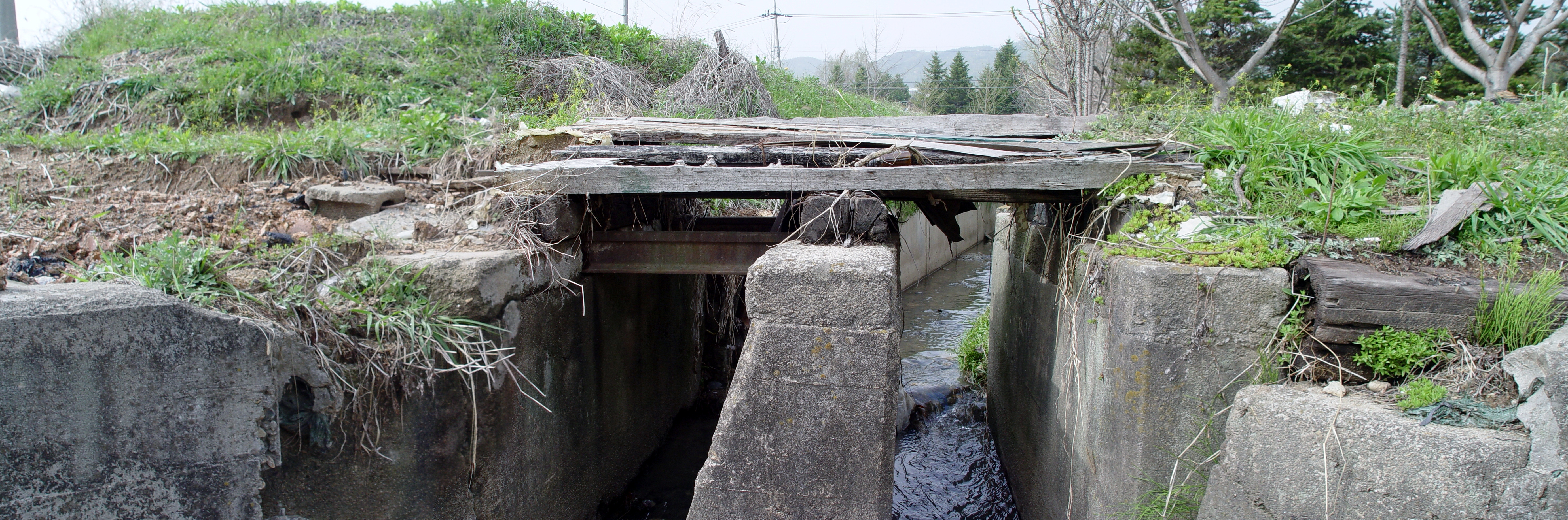
화성시 매송면 천천리
북위 37° 14′ 44″ 동경 126° 55′ 50″ / 북위 37.24556°  동경 126.93056°
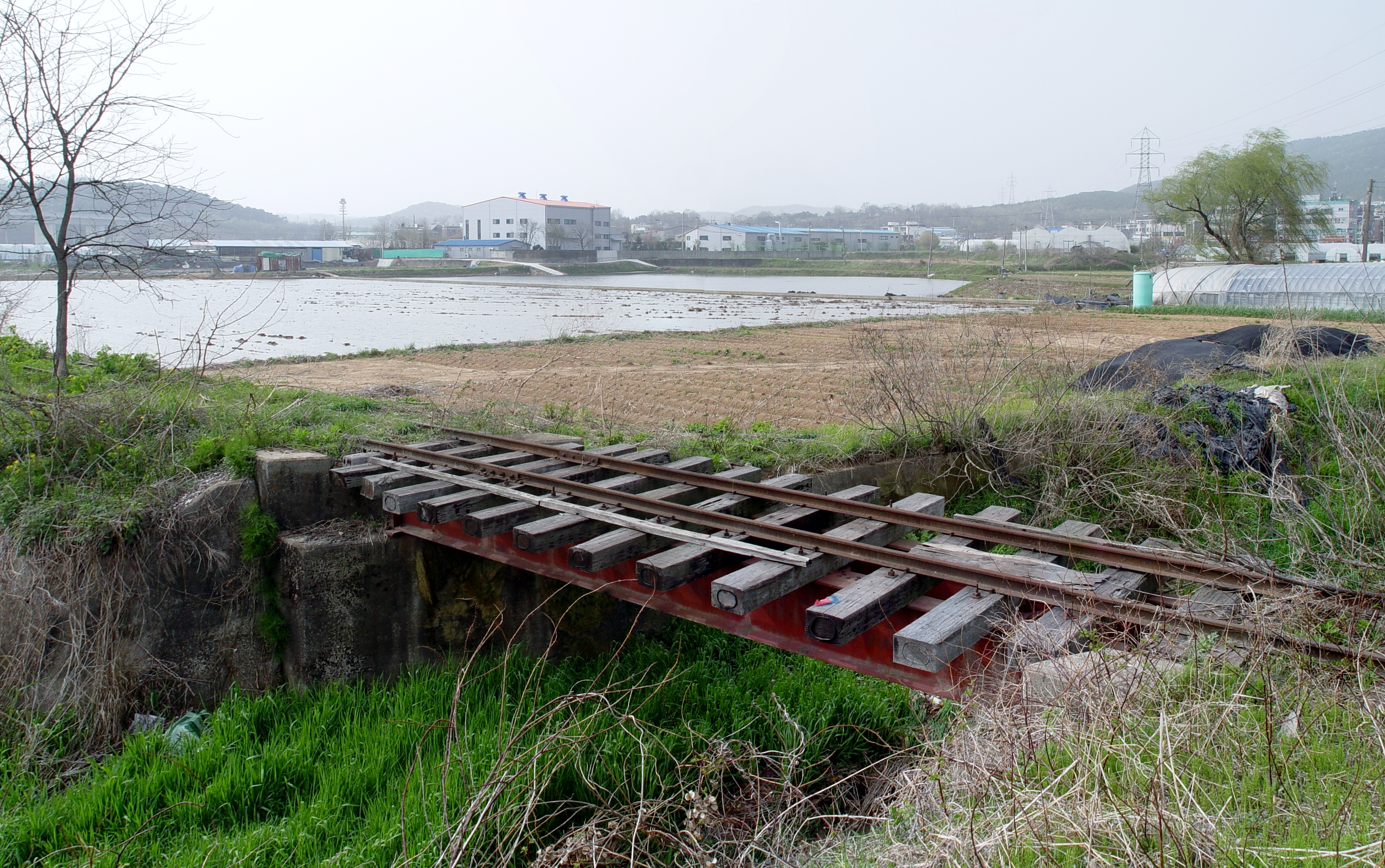
화성시 매송면 천천리
북위 37° 14′ 46″ 동경 126° 55′ 38″ / 북위 37.24611°  동경 126.92722°
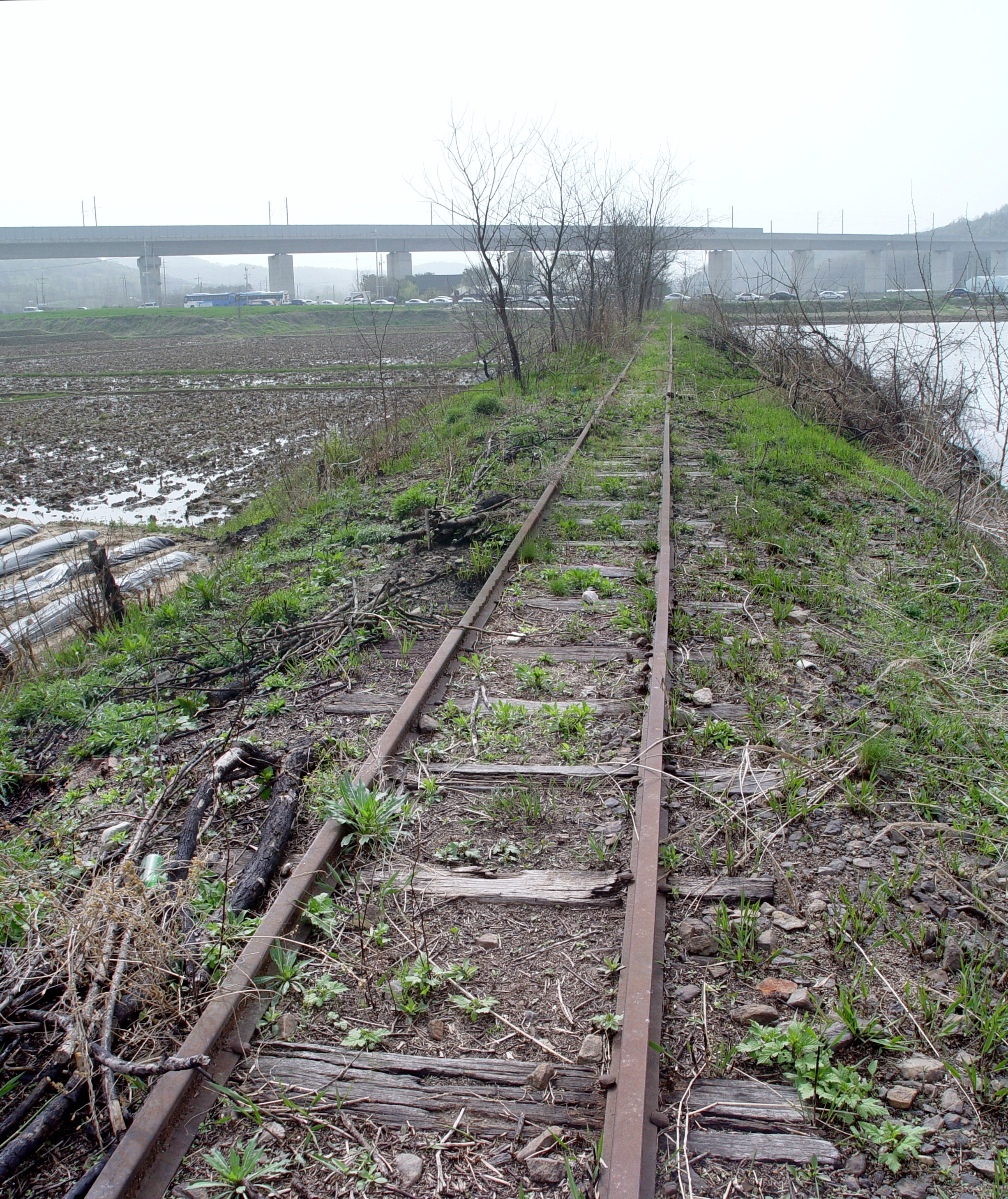
화성시 매송면 천천리
북위 37° 14′ 46″ 동경 126° 55′ 34″ / 북위 37.24611°  동경 126.92611°
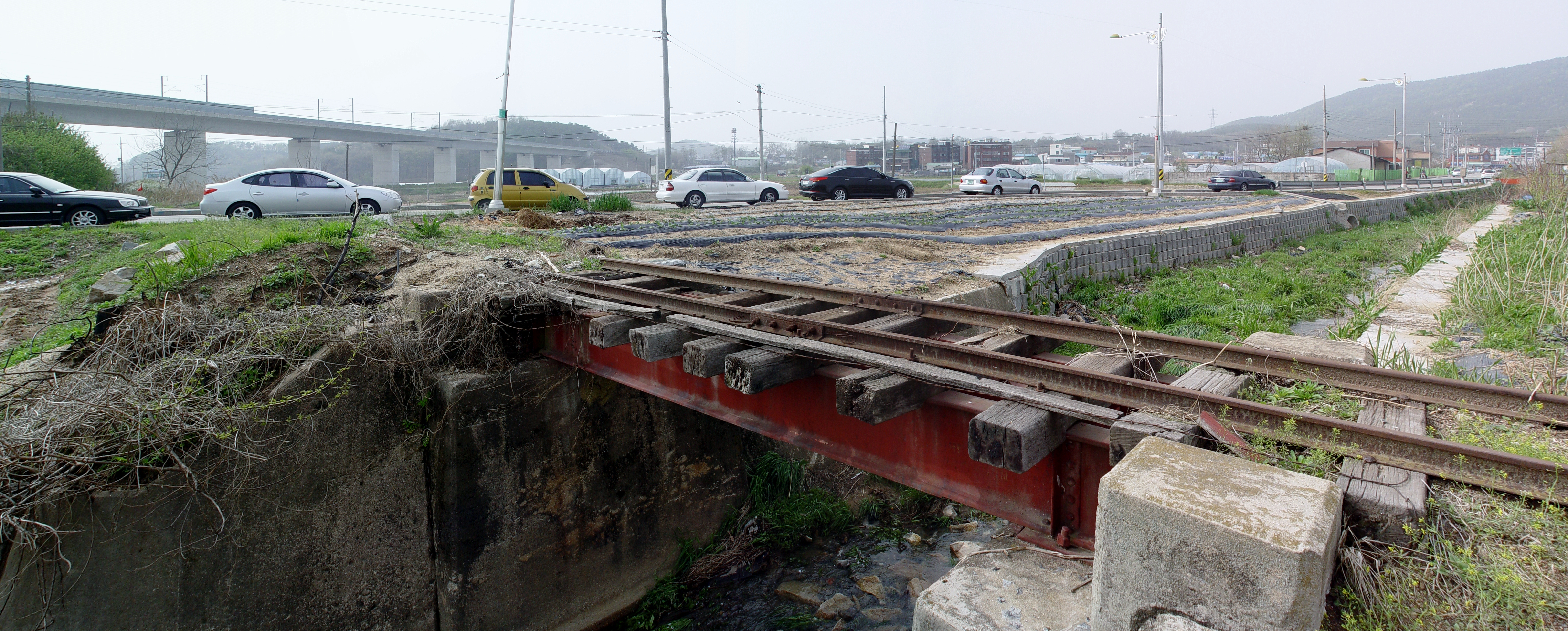
화성시 매송면 원평리
북위 37° 14′ 47″ 동경 126° 55′ 29″ / 북위 37.24639°  동경 126.92472°
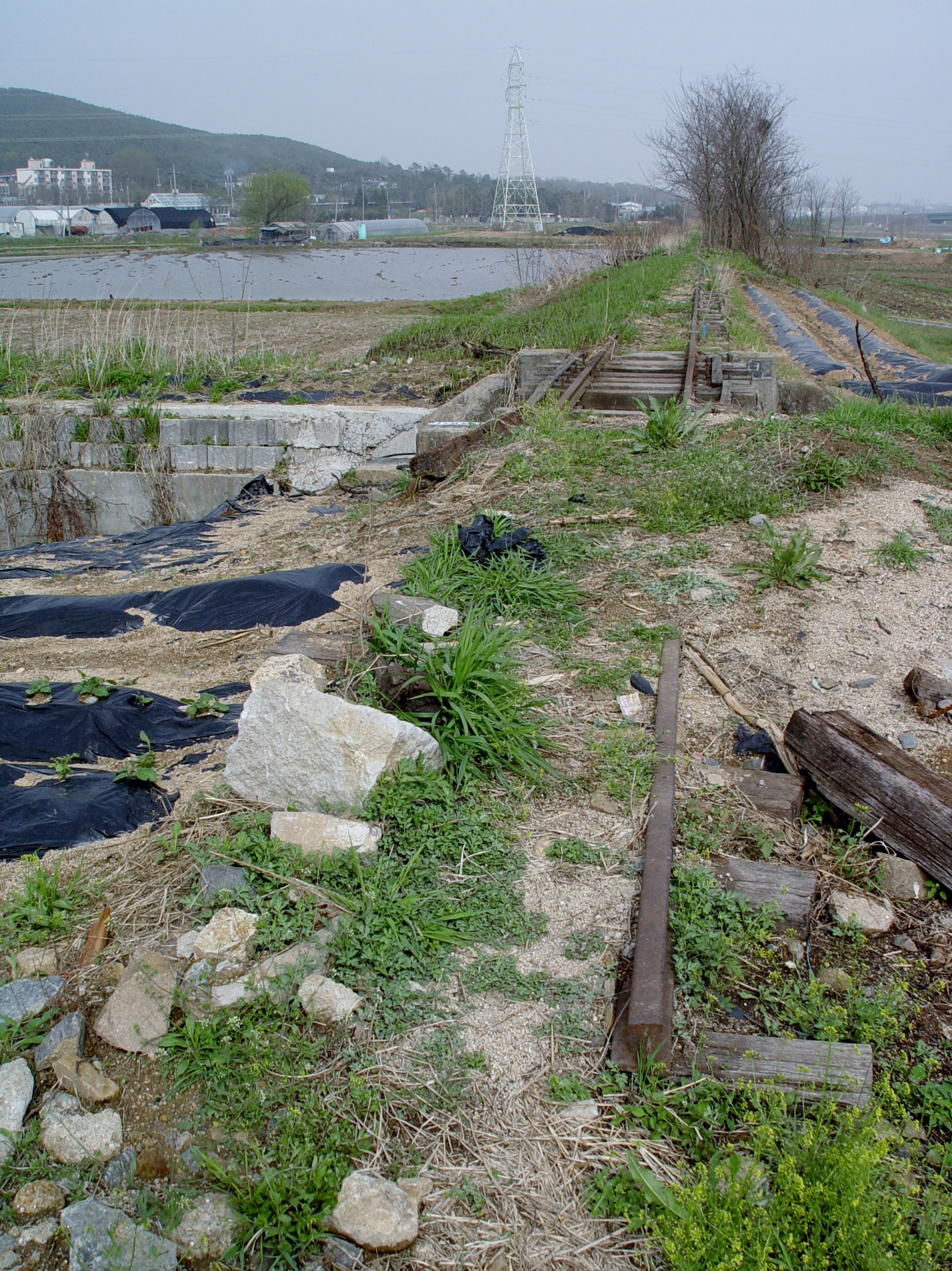
화성시 매송면 원평리
북위 37° 14′ 47″ 동경 126° 55′ 29″ / 북위 37.24639°  동경 126.92472°
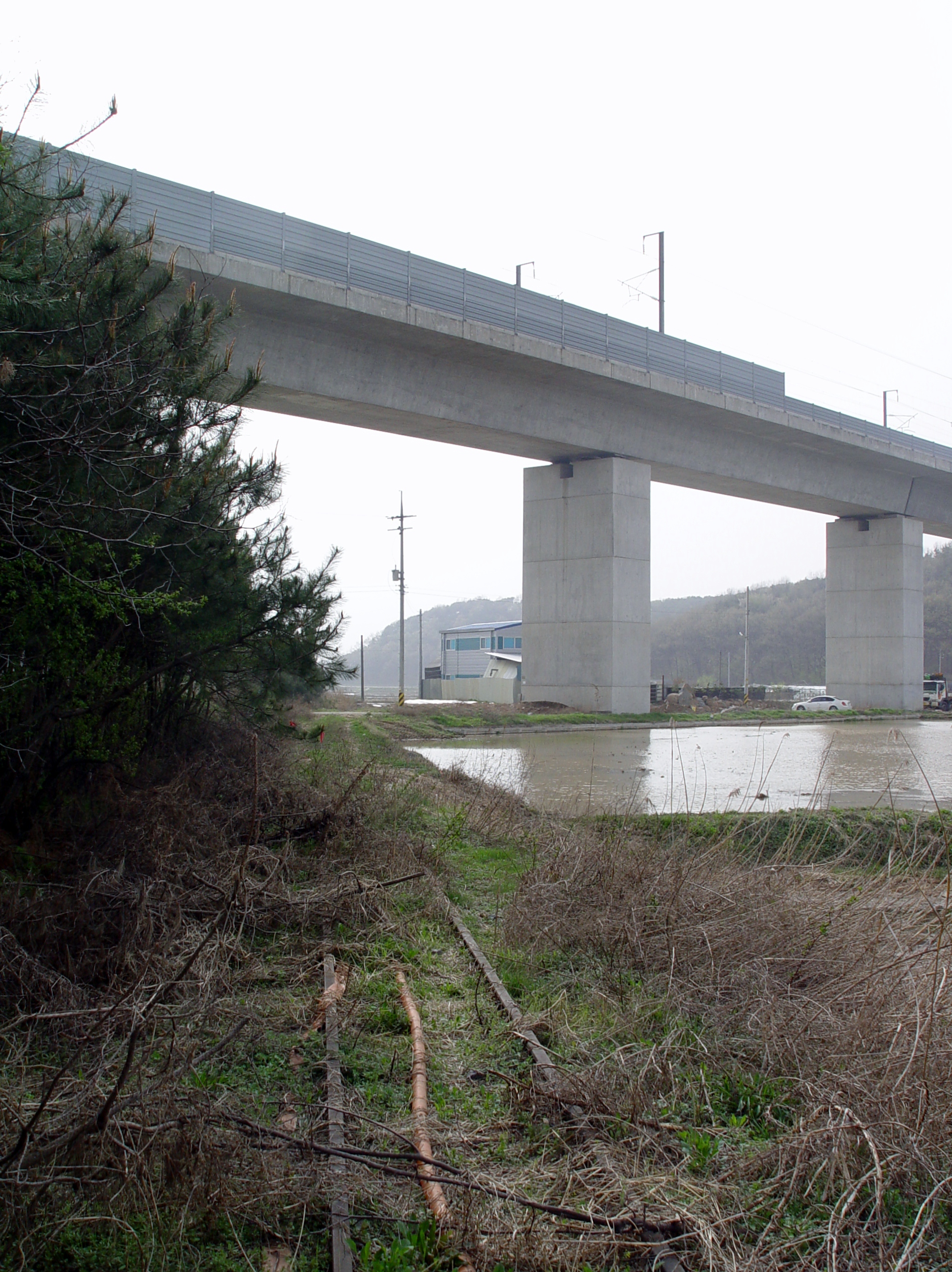
화성시 매송면 원평리, 경부고속선
북위 37° 14′ 48″ 동경 126° 55′ 24″ / 북위 37.24667°  동경 126.92333°
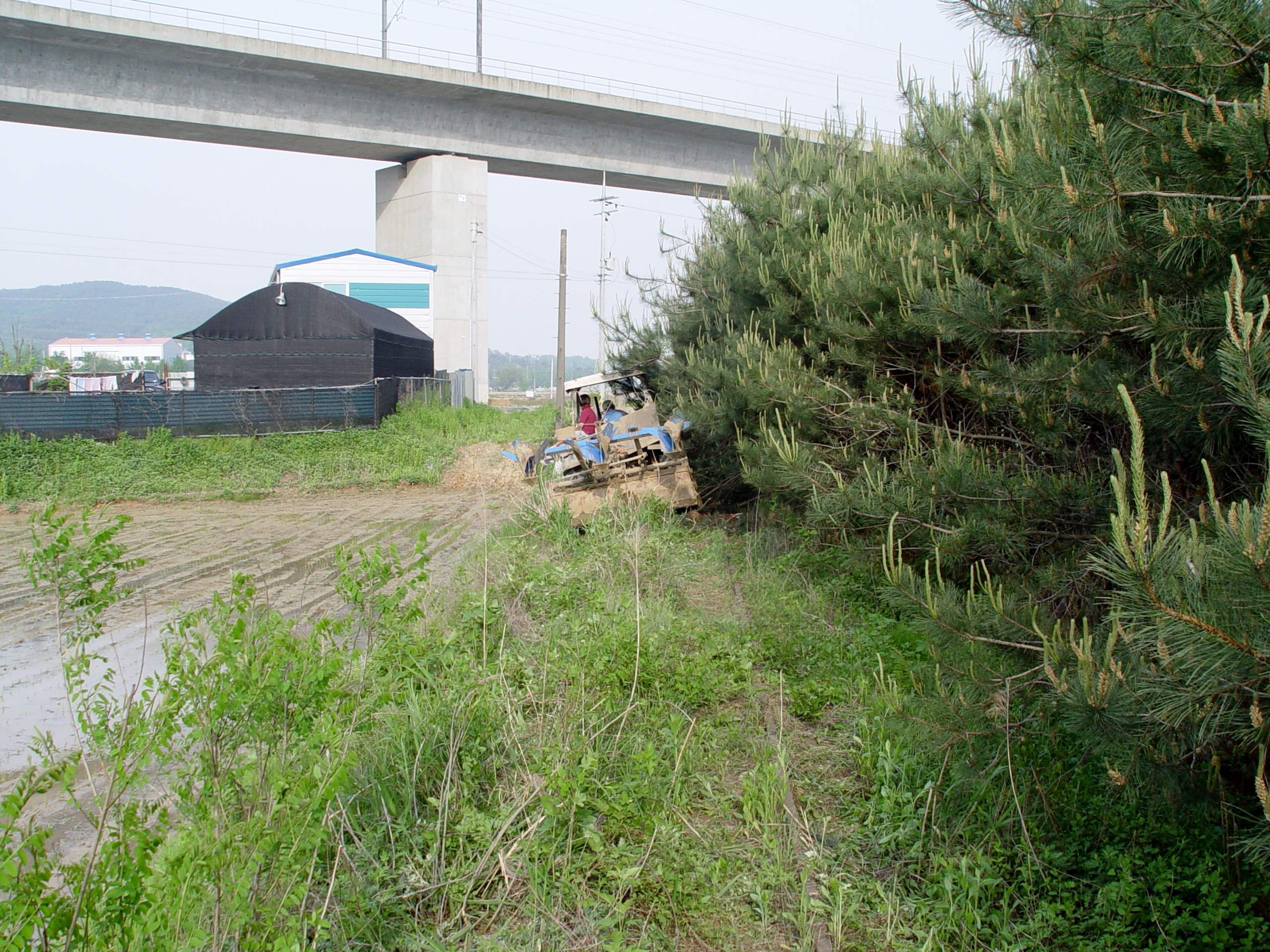
화성시 매송면 원평리, 경부고속선
북위 37° 14′ 49″ 동경 126° 55′ 17″ / 북위 37.24694°  동경 126.92139°
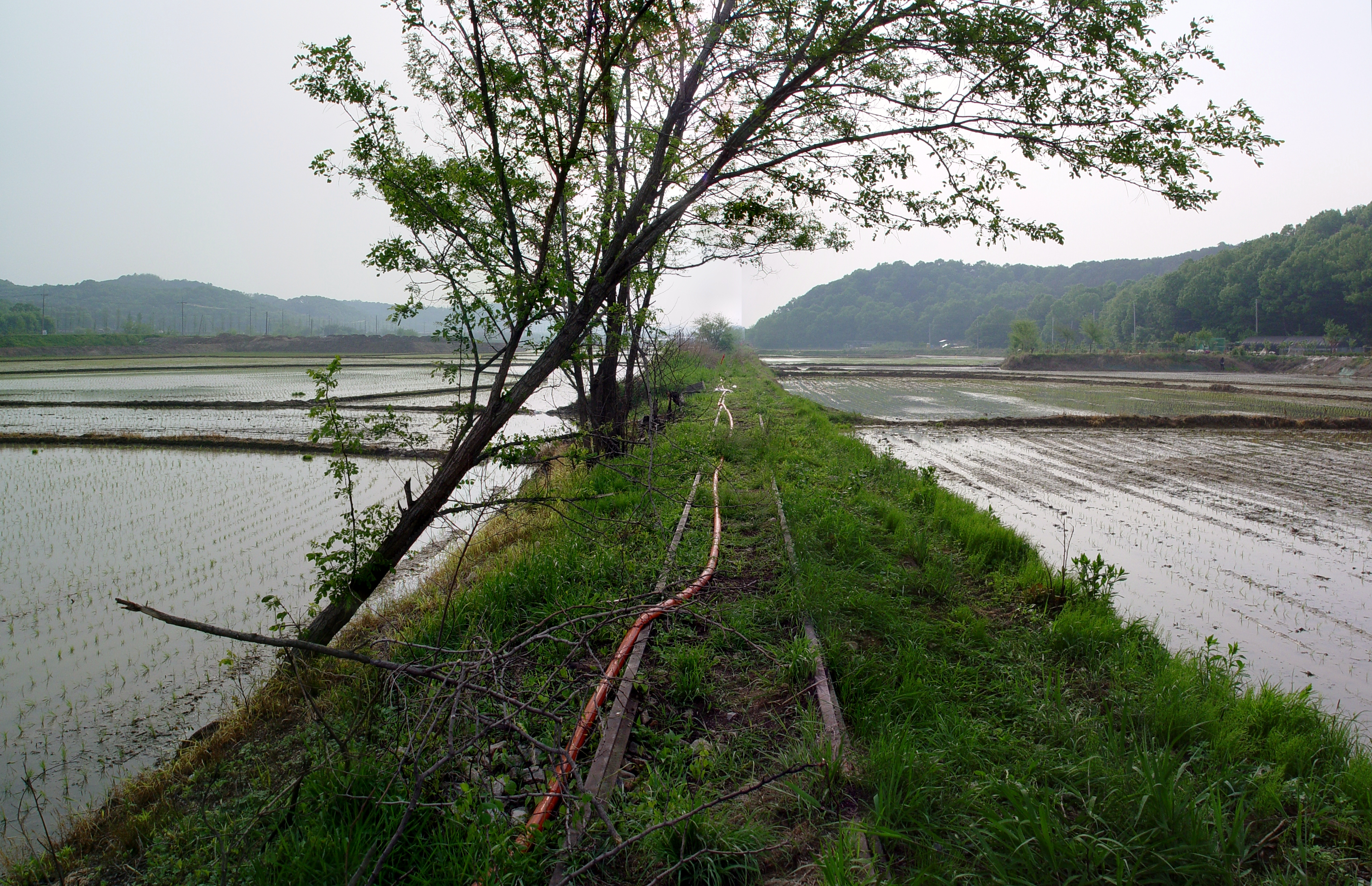
화성시 매송면 원평리, 논
북위 37° 14′ 49″ 동경 126° 55′ 14″ / 북위 37.24694°  동경 126.92056°
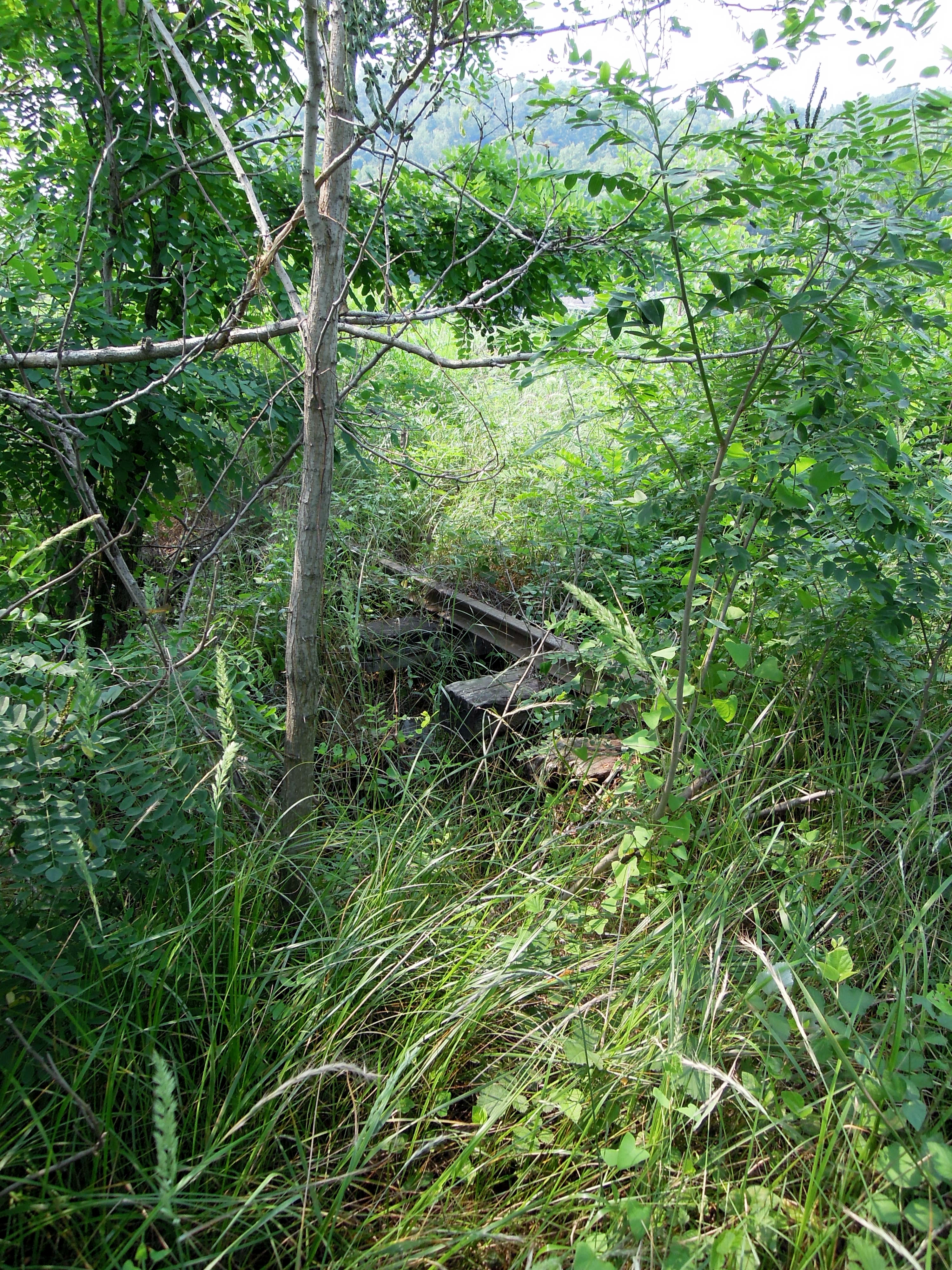
화성시 매송면 원평리
북위 37° 14′ 51″ 동경 126° 54′ 58″ / 북위 37.24750°  동경 126.91611°
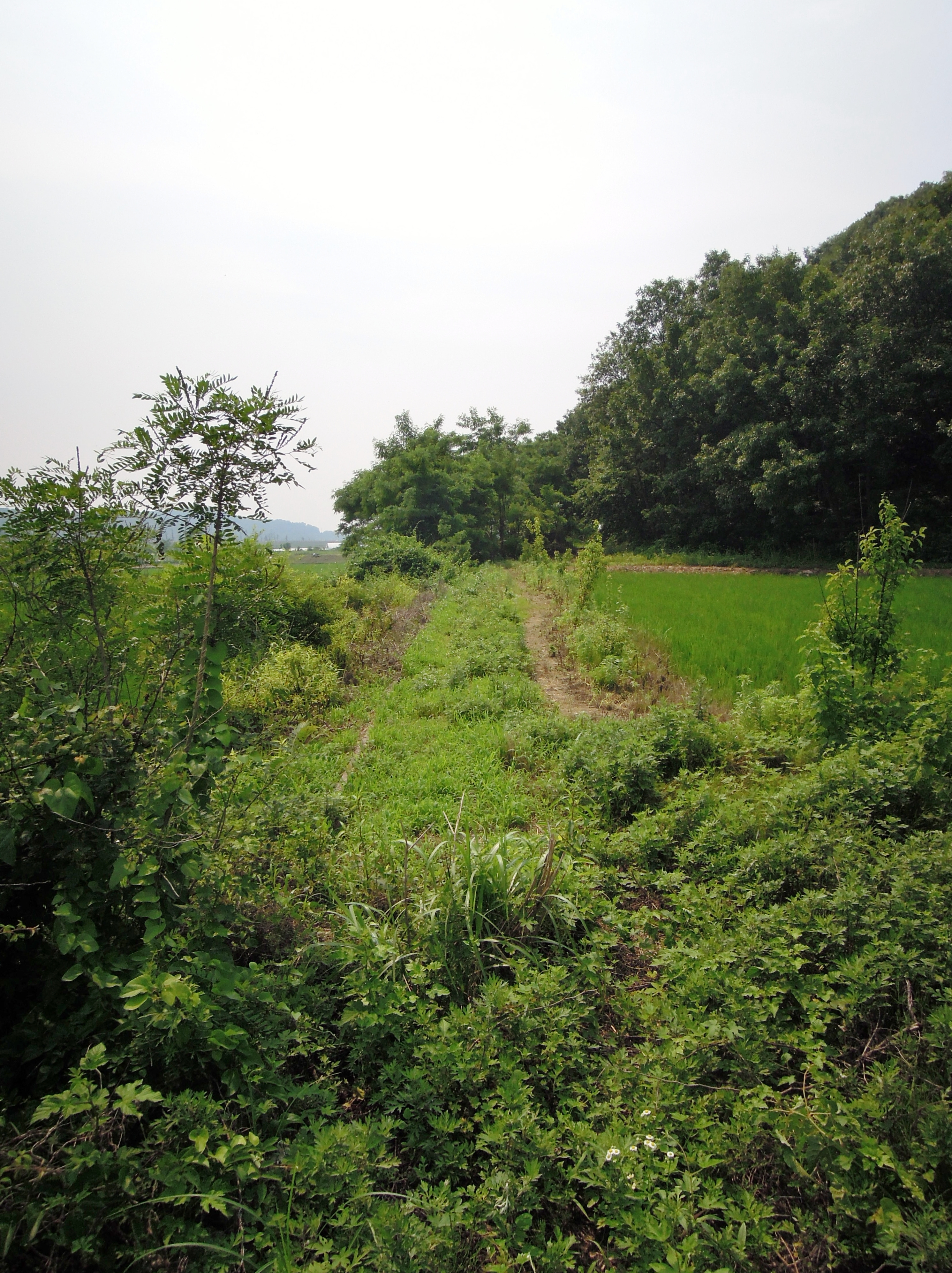
화성시 매송면 원평리
북위 37° 14′ 52″ 동경 126° 54′ 57″ / 북위 37.24778°  동경 126.91583°
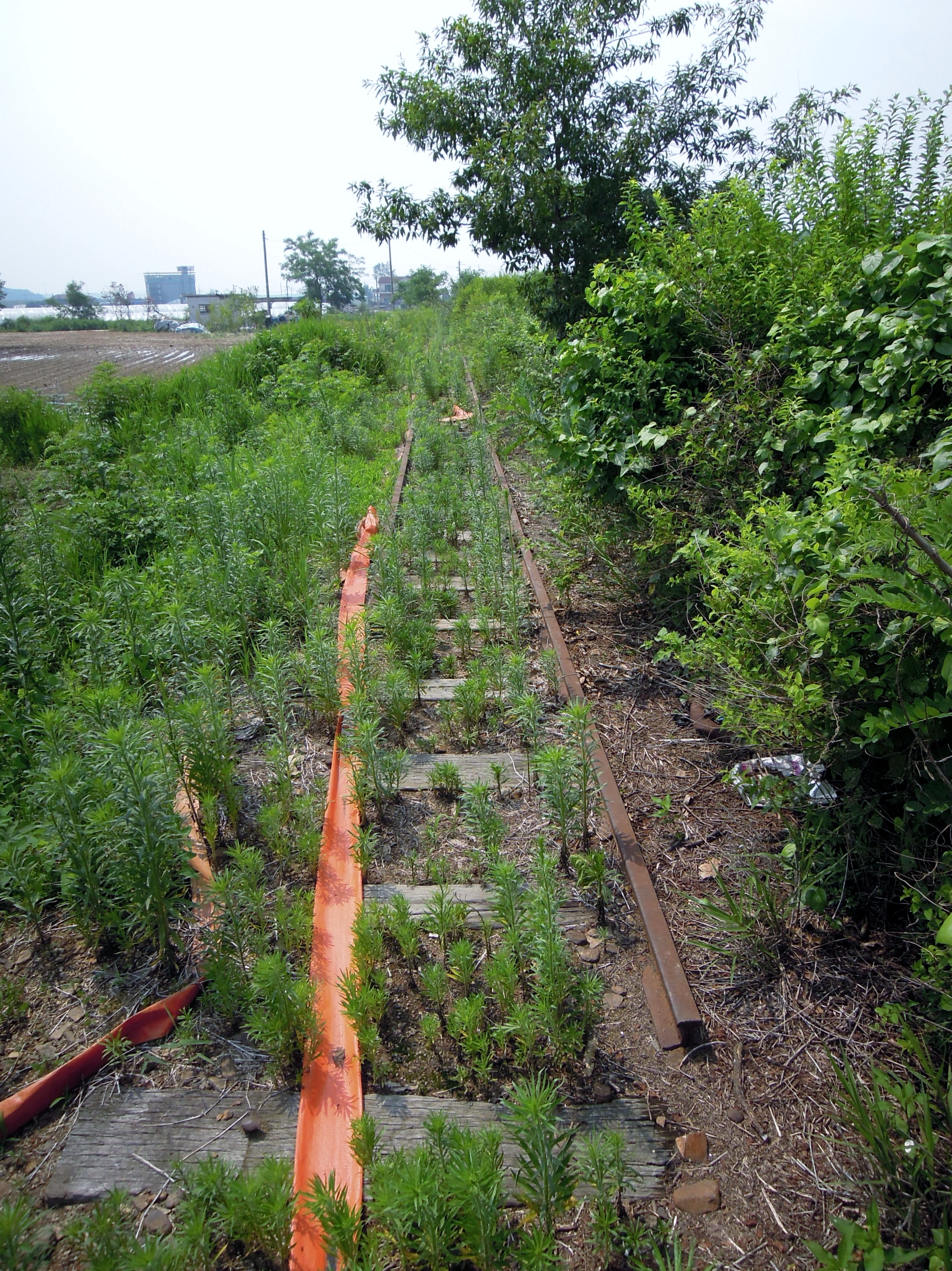
화성시 매송면 원평리
북위 37° 14′ 53″ 동경 126° 54′ 53″ / 북위 37.24806°  동경 126.91472°
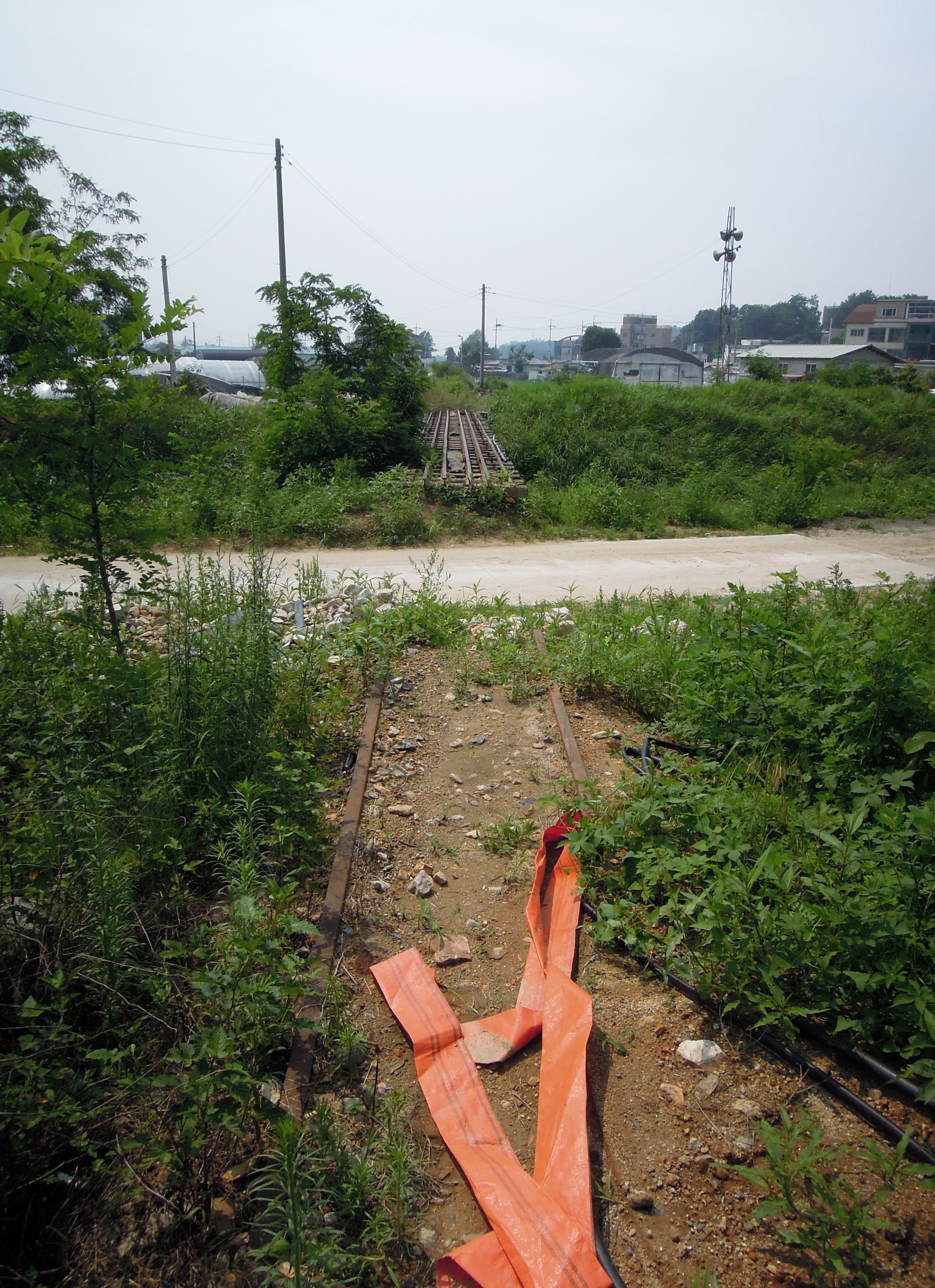
화성시 매송면 원평리
북위 37° 14′ 53″ 동경 126° 54′ 51″ / 북위 37.24806°  동경 126.91417°
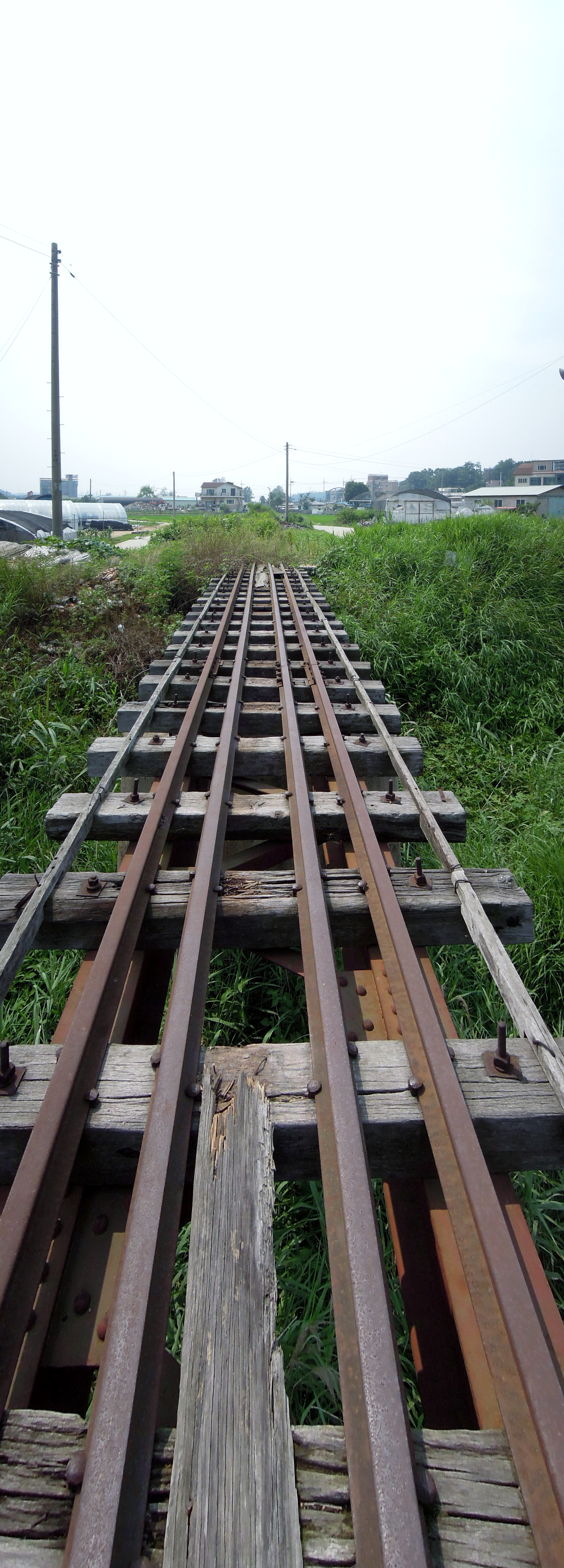
화성시 매송면 원평리
북위 37° 14′ 54″ 동경 126° 54′ 49″ / 북위 37.24833°  동경 126.91361°
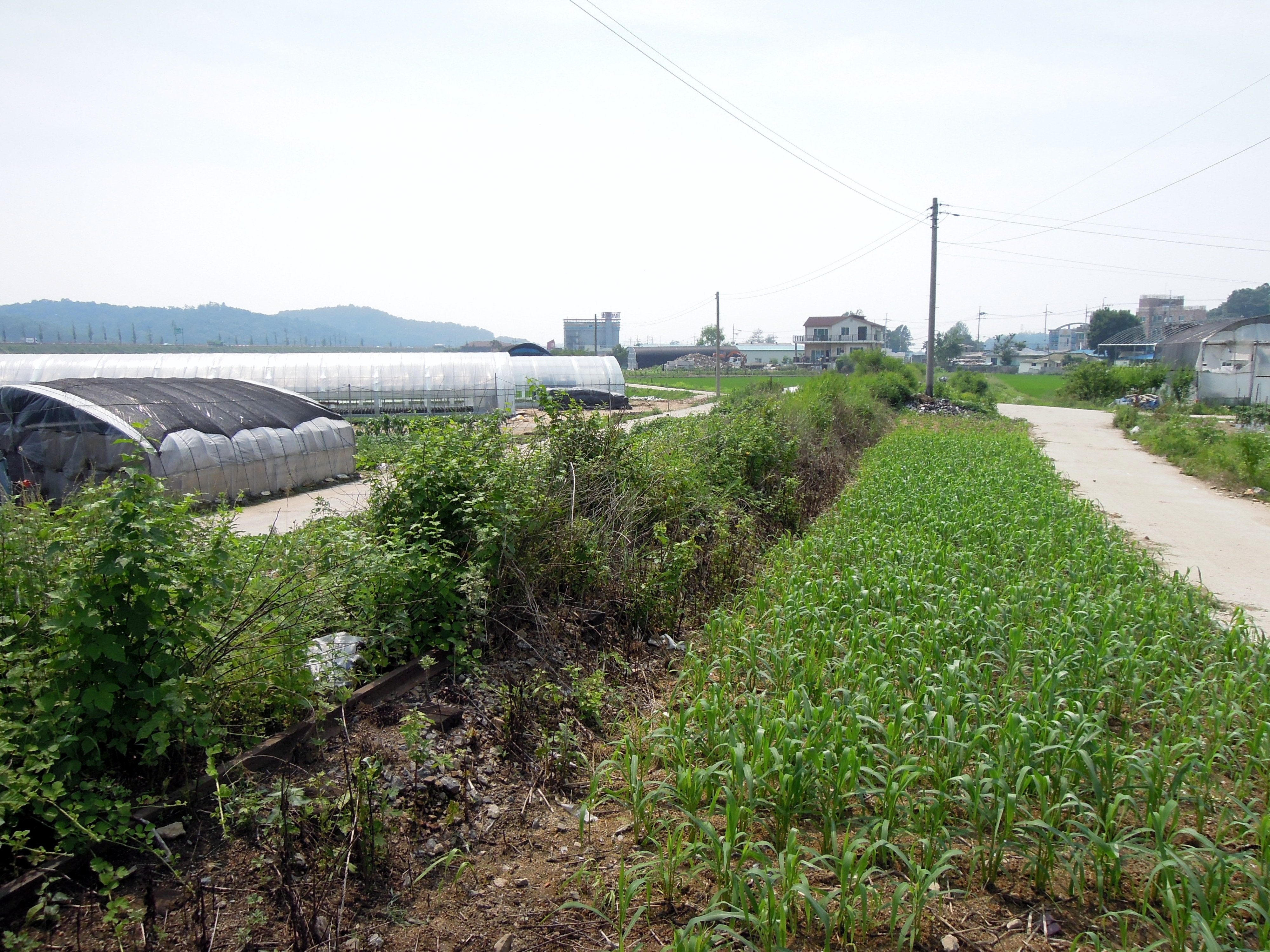
화성시 매송면 어천리
북위 37° 14′ 54″ 동경 126° 54′ 48″ / 북위 37.24833°  동경 126.91333°
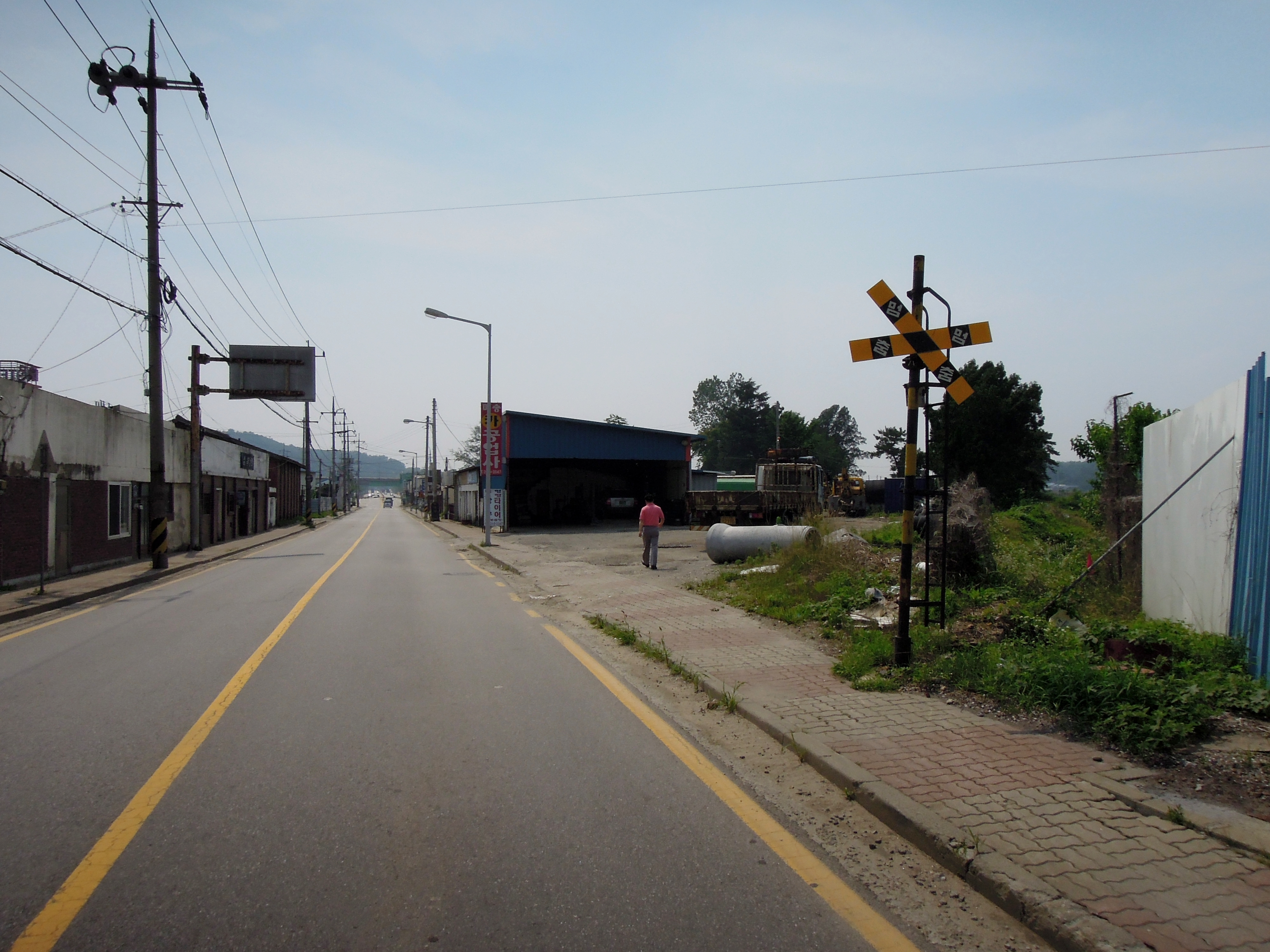
어천역 가기 전의 평면 건널목 터
북위 37° 14′ 58″ 동경 126° 54′ 39″ / 북위 37.24944°  동경 126.91083°
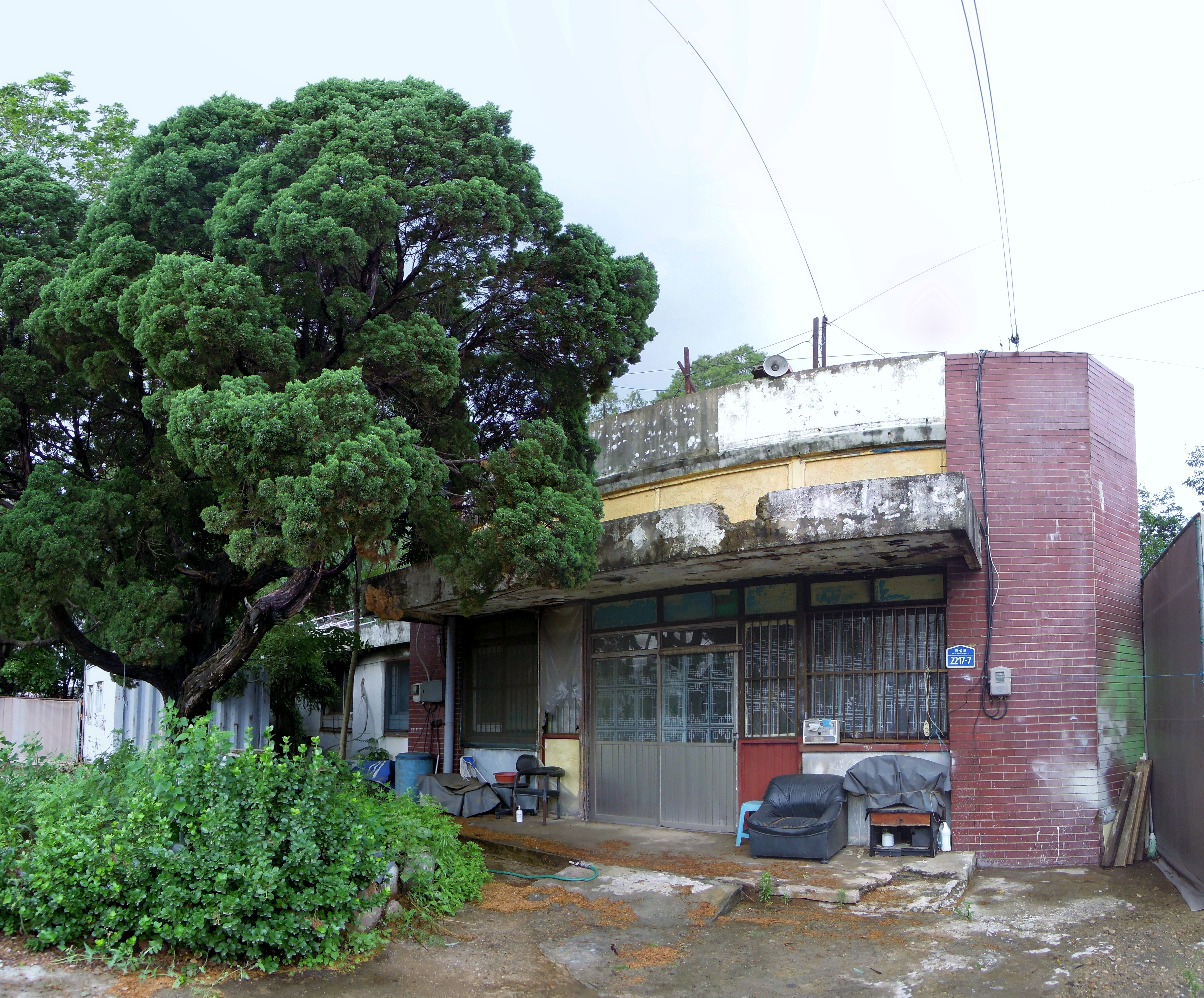
옛 어천역
북위 37° 14′ 59″ 동경 126° 54′ 33″ / 북위 37.24972°  동경 126.90917°
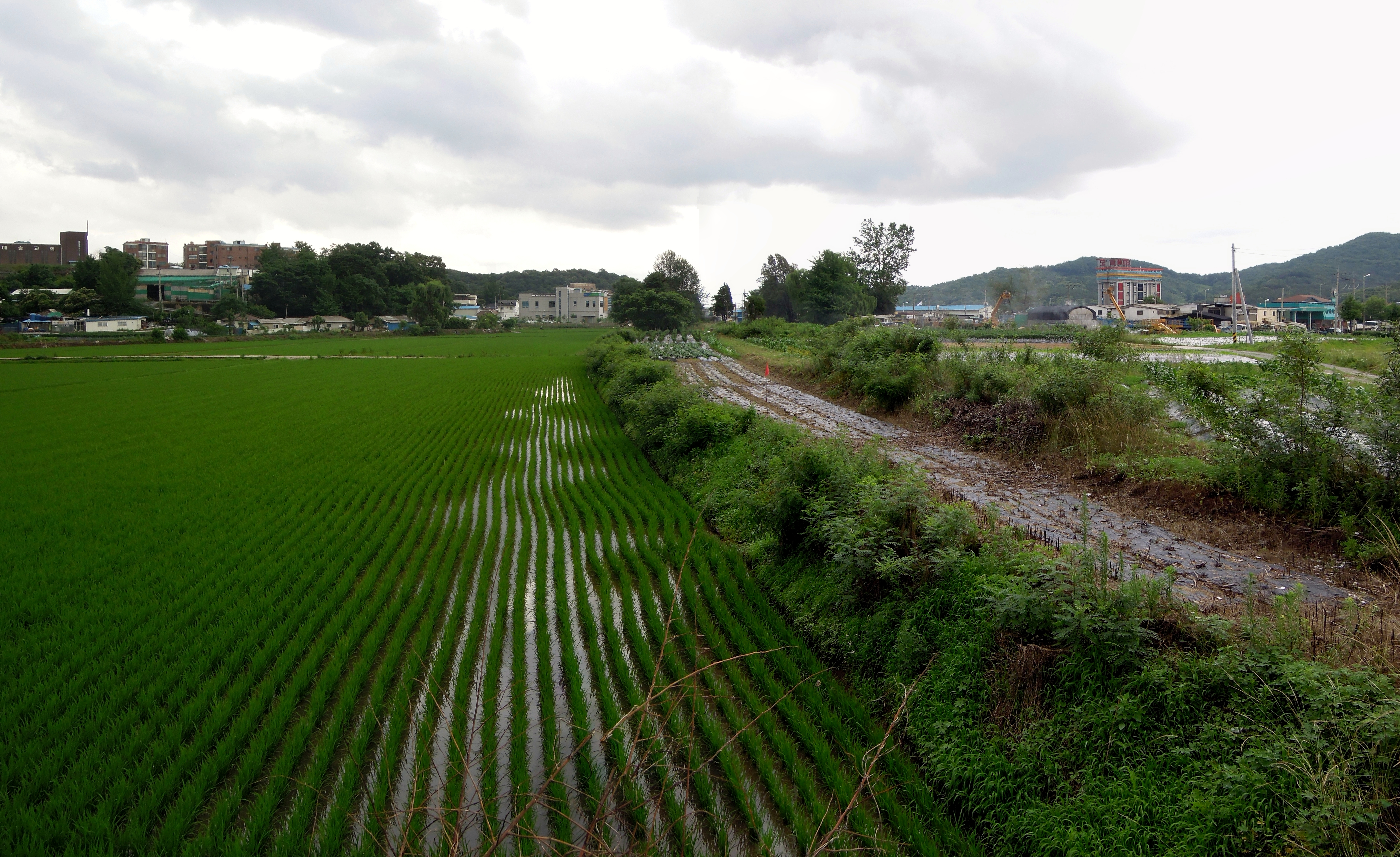
어천역 부근
북위 37° 15′ 00″ 동경 126° 54′ 28″ / 북위 37.25000°  동경 126.90778°
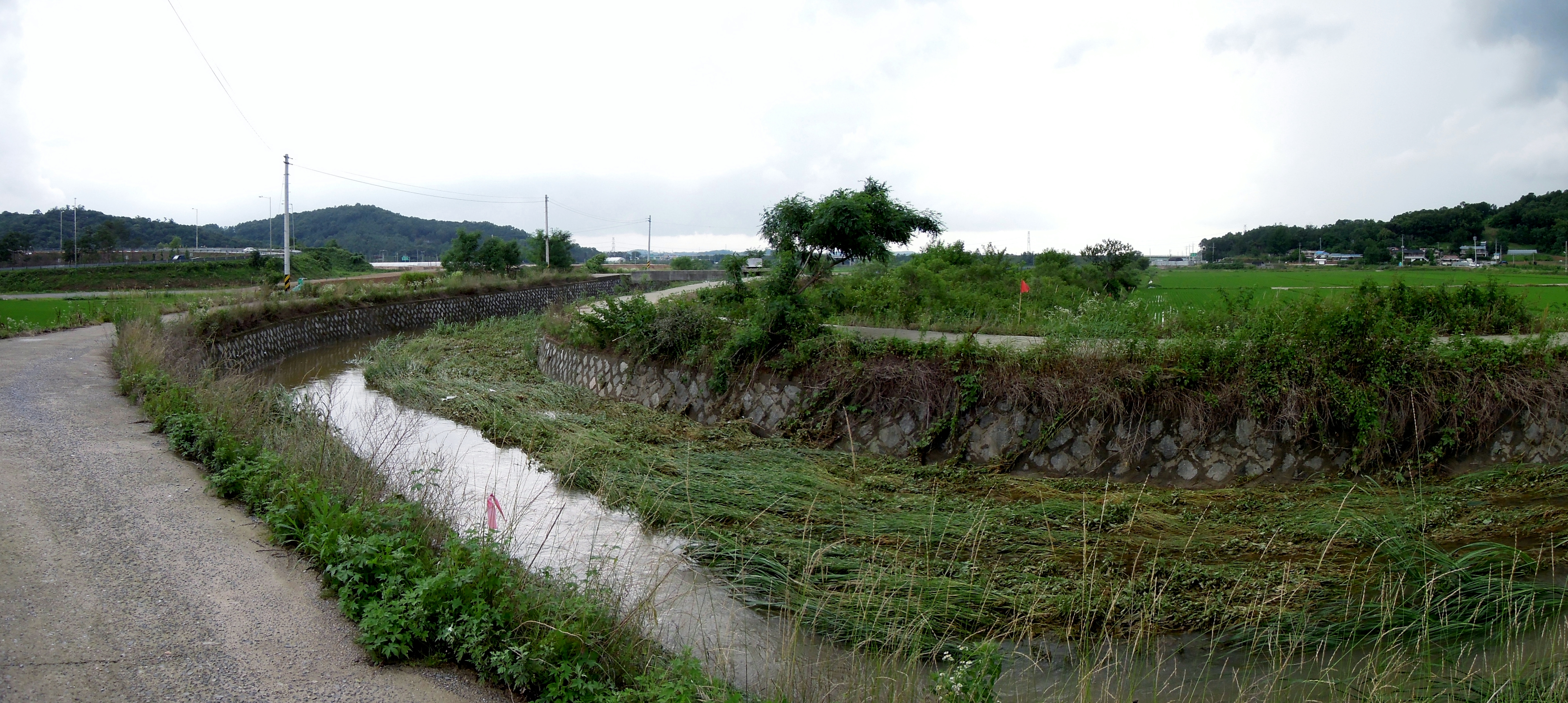
어천역 서쪽의 물길
북위 37° 15′ 03″ 동경 126° 54′ 26″ / 북위 37.25083°  동경 126.90722°
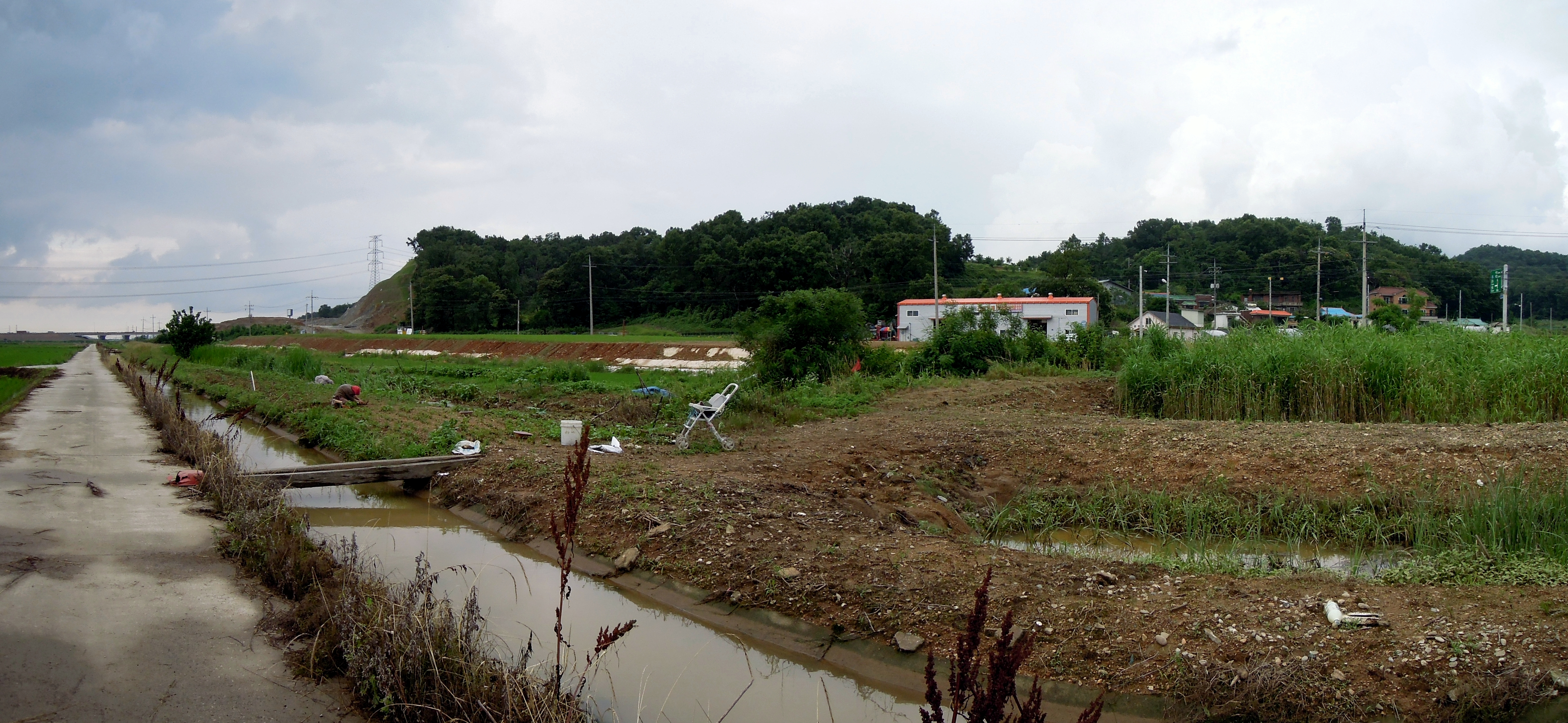
서해안고속도로와 국도 39호선 사이
북위 37° 15′ 16″ 동경 126° 53′ 47″ / 북위 37.25444°  동경 126.89639°
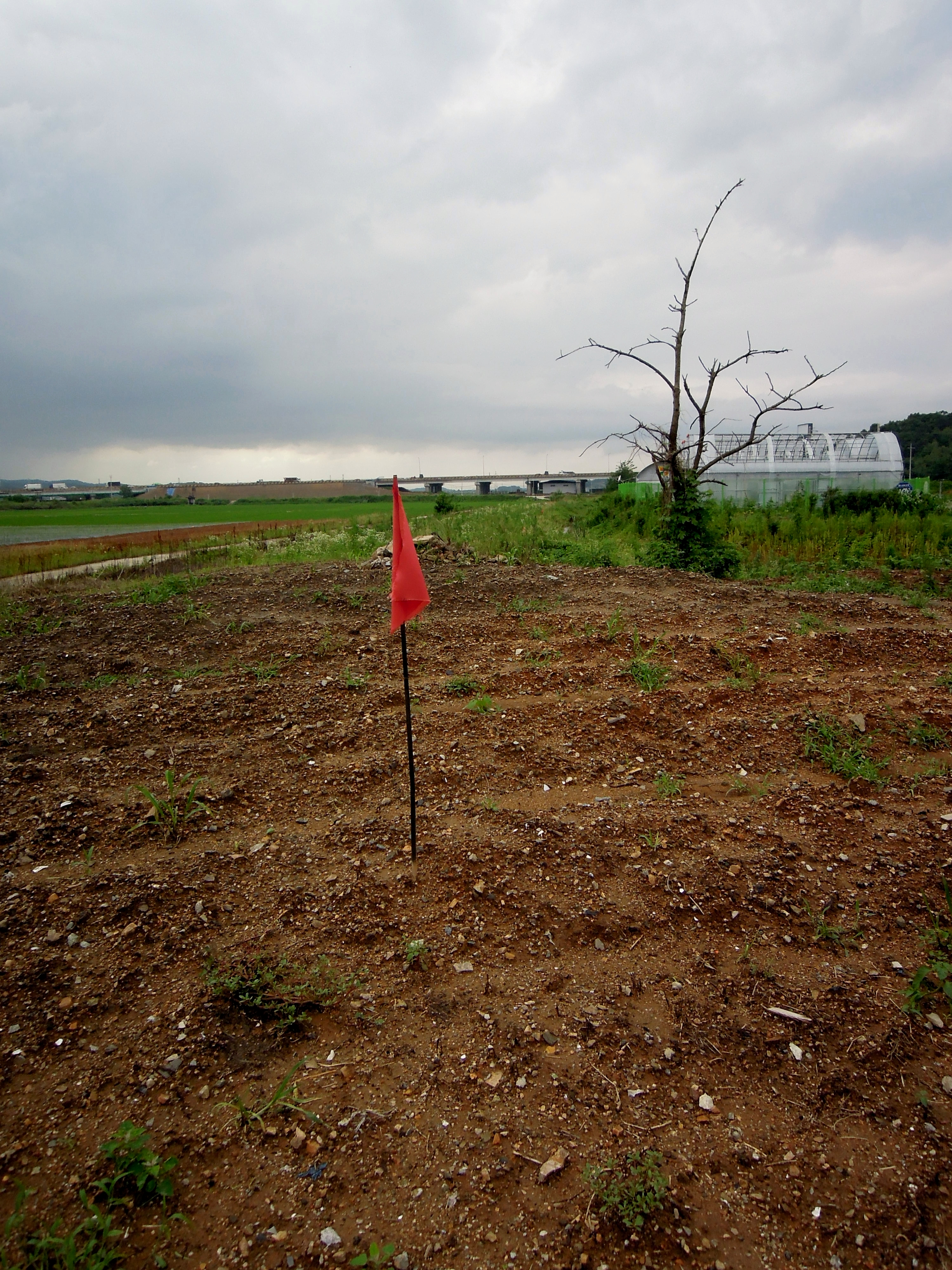
서해안고속도로와 국도 39호선 사이 깃발
북위 37° 15′ 23″ 동경 126° 53′ 29″ / 북위 37.25639°  동경 126.89139°
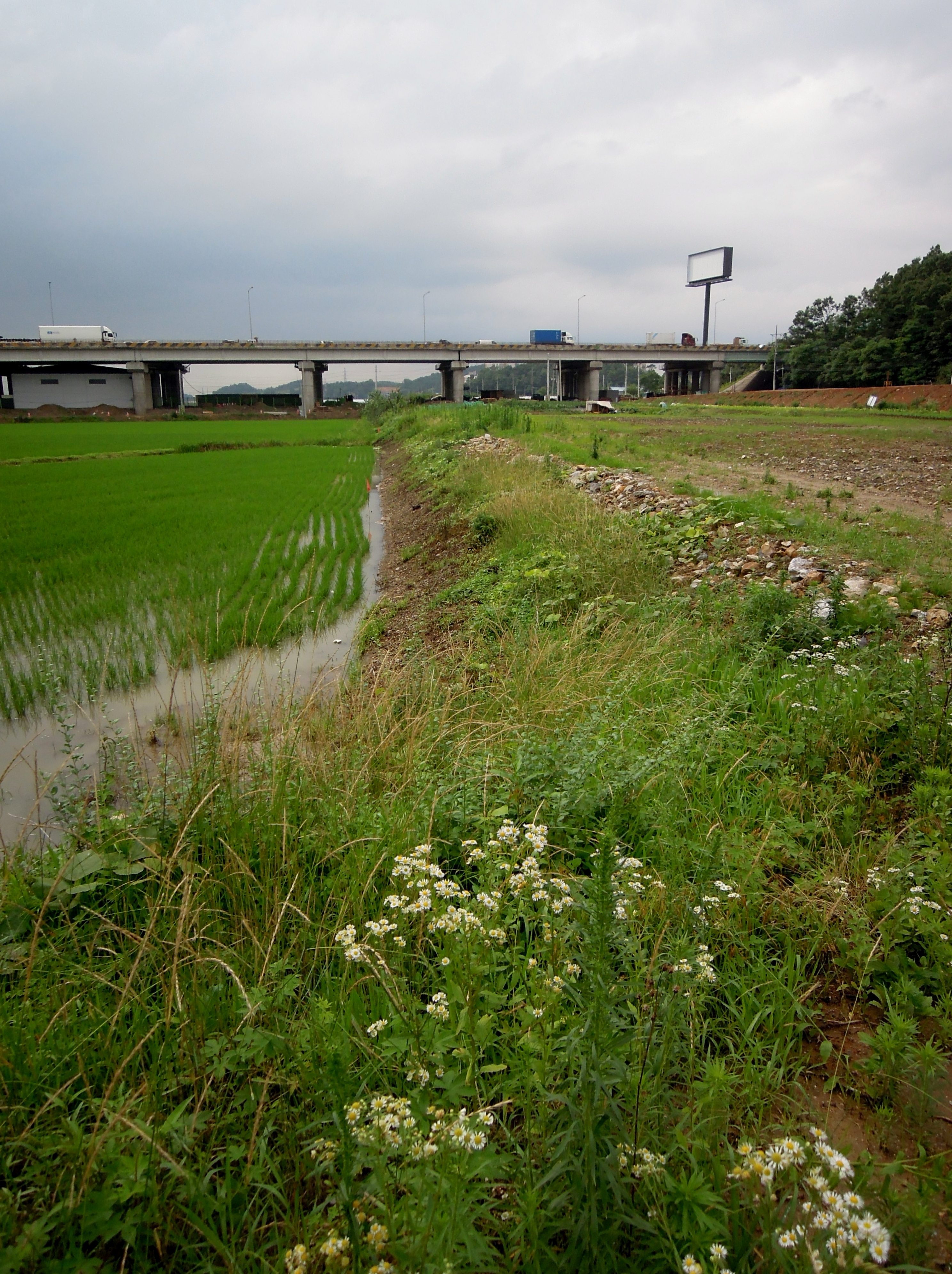
서해안고속도로 부근
북위 37° 15′ 30″ 동경 126° 53′ 17″ / 북위 37.25833°  동경 126.88806°
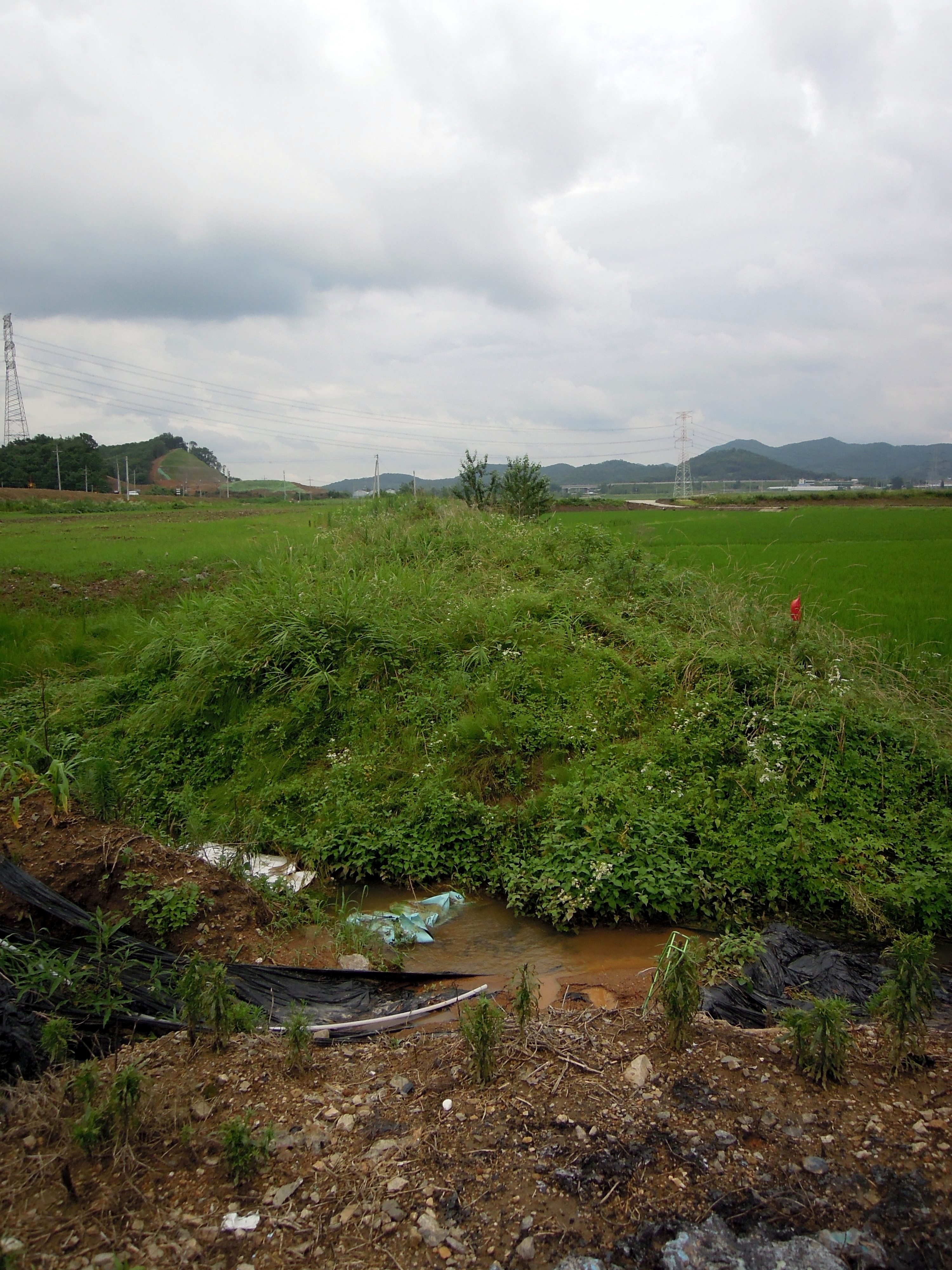
서해안고속도로 부근
북위 37° 15′ 34″ 동경 126° 53′ 13″ / 북위 37.25944°  동경 126.88694°
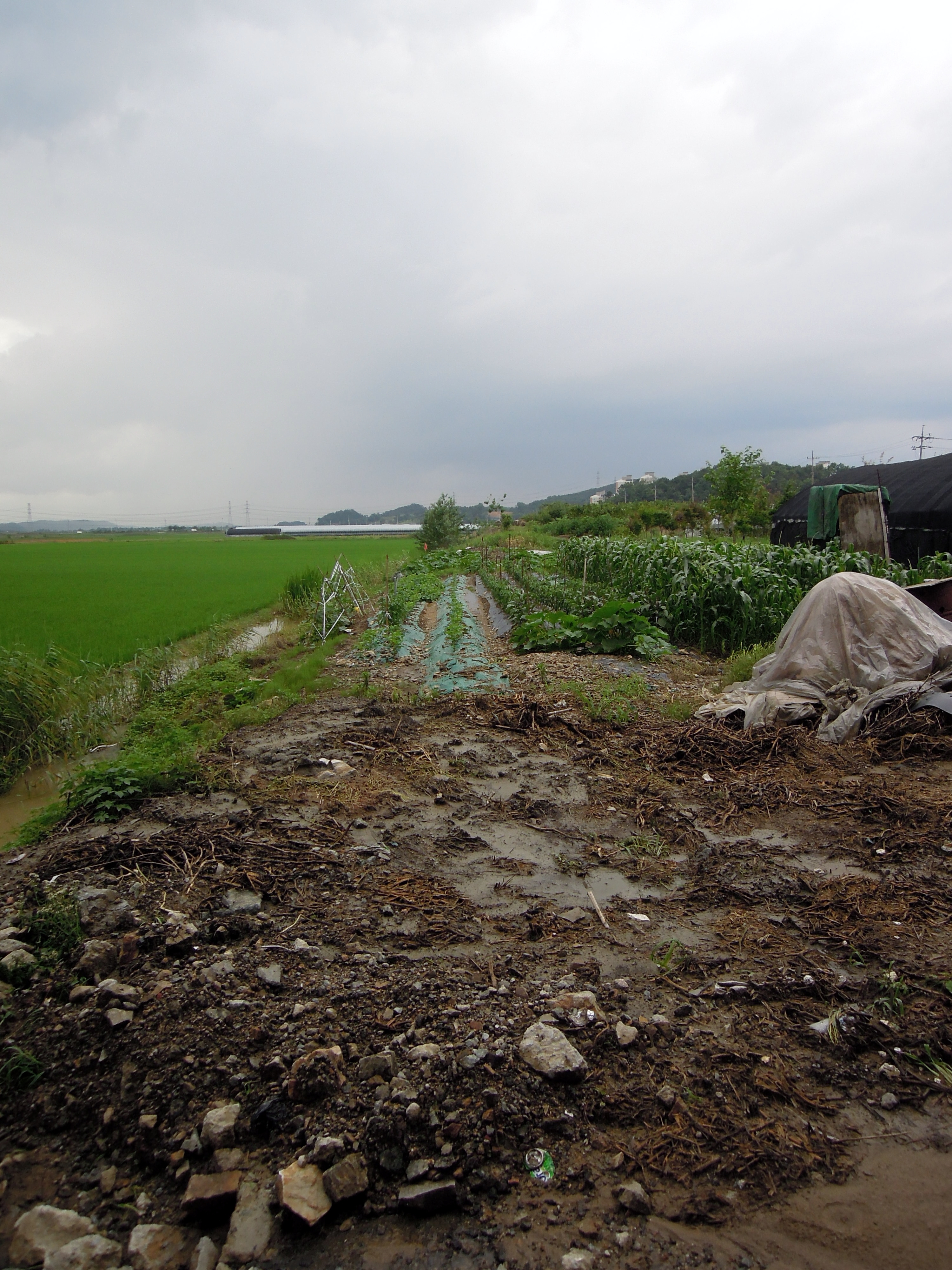
서해안고속도로 부근
북위 37° 15′ 35″ 동경 126° 53′ 11″ / 북위 37.25972°  동경 126.88639°
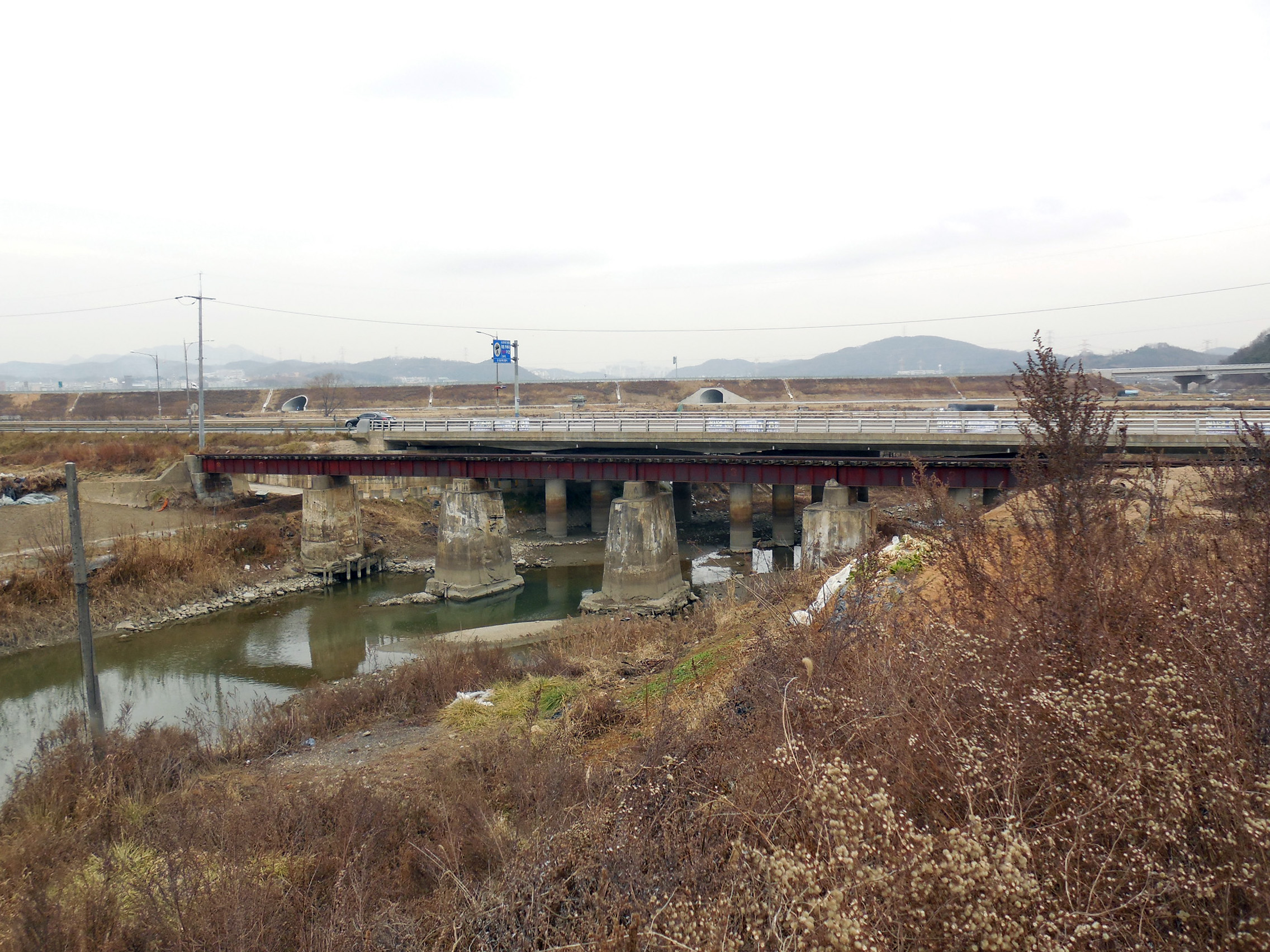
화성시 매송면 야목리 빈정천철교
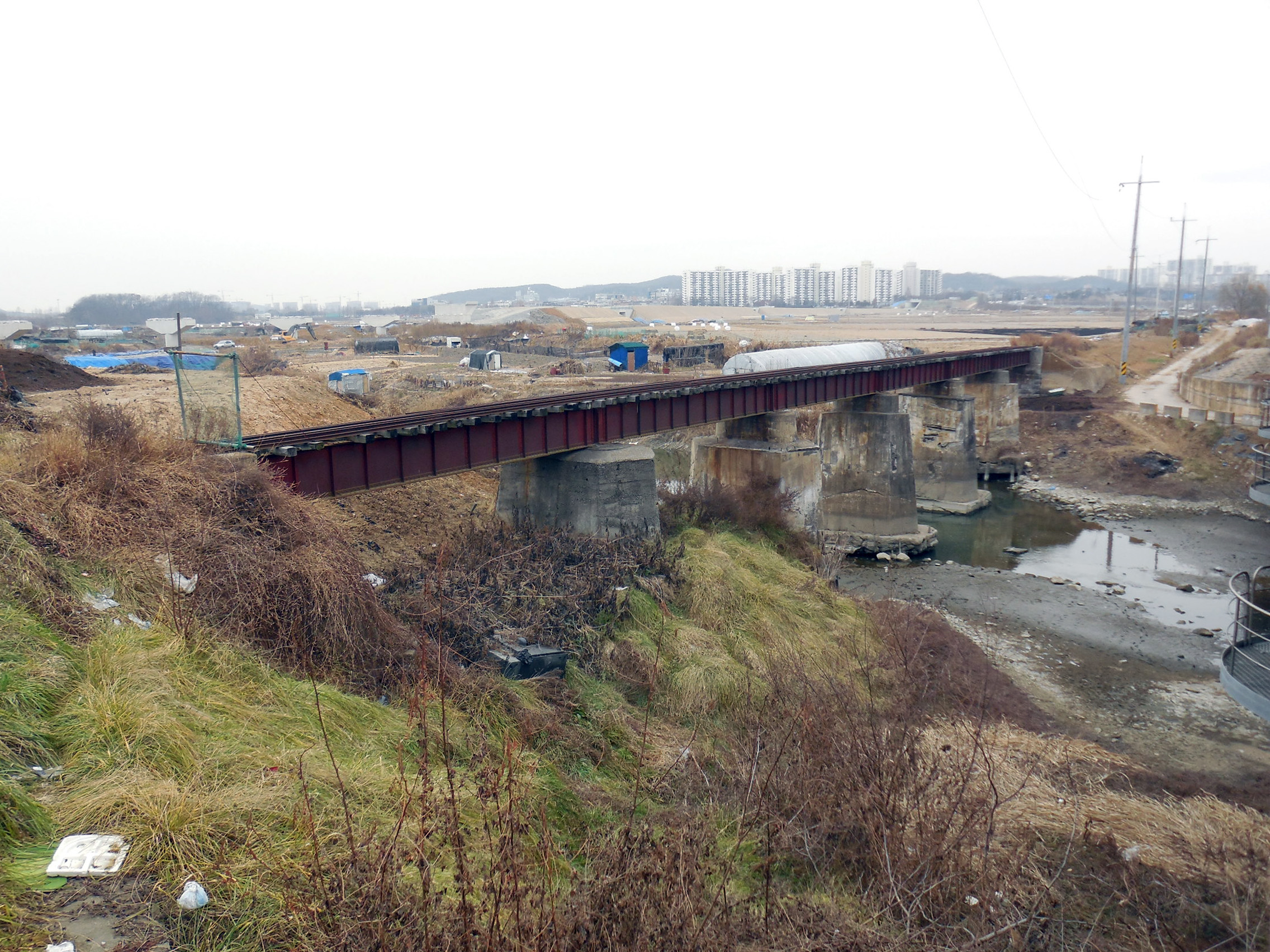
화성시 매송면 야목리 빈정천철교